# Metropolitano de Londres
O Metropolitano de Londres, também conhecido como Metro de Londres (português europeu) ou Metrô de Londres (português brasileiro), ou no seu nome original London Underground, conhecido ainda por The Tube, Tube, The Underground ou Underground, é um sistema de metropolitano que serve grande parte da Grande Londres e as áreas vizinhas de Essex, Hertfordshire e Buckinghamshire no Reino Unido, e constitui o sistema de metropolitano mais antigo e extenso do mundo. Foi também a primeira rede de metropolitano a operar com trens ou comboios elétricos.  É geralmente referido como the Underground ou the Tube — um termo mais recente, devido à forma dos túneis do metrô, em forma de tubo — porém, cerca de 55% da rede do metropolitano é à superfície (apesar de o próprio nome do metropolitano ser Underground, que significa subterrâneo). Entrou em operação no dia 10 de janeiro de 1863 com a Metropolitan Railway, de onde surgiu o termo "metro" (a maior parte dessa rota inicial é agora parte da Hammersmith & City line e uma parte dessa rota é parte da Metropolitan Line), e em 1890, começaram as primeiras operações com trens ou comboios eléctricos.
As primeiras linhas da presente rede do Metropolitano de Londres, que foram construídas por várias empresas privadas, tornaram-se parte de um sistema de transporte integrado (que inclui também as principais linhas ferroviárias) em 1933 com a criação do London Passenger Transport Board (LPTB - Transporte de Passageiros de Londres em português), mais habitualmente conhecido pelo seu nome mais curto: "London Transport". O sistema de metropolitano londrino tornou-se uma entidade independente quando a London Underground Limited (LUL) foi formada pelo Governo do Reino Unido em 1985. Desde 2003, a LUL tem sido uma subsidiária integral da Transport for London (TfL), a corporação responsável pela maioria dos aspectos do sistema de transportes que serve a Grande Londres, que é dirigida por um quadro e um comissário, escolhidos pelo Prefeito de Londres.
O Metropolitano de Londres tem 272 estações e aproximadamente 400 km (250 milhas) de caminhos de ferro ou trilhos; no entanto, há quem diga que tem 408 km (253 milhas) de comprimento, fazendo deste o maior sistema de metropolitano pelo comprimento da sua rota, e um dos mais servidos em termos de estações. Há, no entanto, um grande número de antigas estações e túneis que hoje em dia estão fechados. Em 2007, mais de um mil milhões de viagens foram efetuadas, por um número recorde de passageiros. De lembrar que, o seu recorde anterior era de 976 milhões de passageiros, numa média de 2,67 milhões de usuários por dia, em 2004 e 2005. A estação mais utilizada de todo o sistema de metropolitano é a Estação de King's Cross St Pancras.
O Metropolitano de Londres fez história durante a Segunda Guerra Mundial, quando praticamente todos os cidadãos londrinos se refugiaram nos seus túneis durante os bombardeamentos alemães da Batalha da Inglaterra. Ao se esconderem nos túneis, os cidadãos conseguiram escapar a uma morte certa caso tivessem ficado à superfície (mesmo que fosse nas suas casas). O Mapa do Metropolitano de Londres, que é mostrado geralmente na sua versão não-geográfica e com as suas linhas desenhadas através de um sistema de código colorido, é considerado um marco do Metropolitano de Londres e um design clássico. Muitos outros mapas de transportes foram influenciados por este. Outro marco do Sistema de Metropolitano Londrino é o anúncio Mind the Gap, que serve para avisar os passageiros para terem cuidado entre o espaço deixado entre as carruagens do metropolitano e a plataforma das estações. Até 2025 estão previstos grandes investimentos no sistema de metropolitano londrino, entre os quais destacam-se a construção de uma nova linha, a expansão de outras e a reabilitação da maior parte da infraestrutura do metro. Até lá, também a frota de veículos será totalmente substituída, de forma a tornar o Metropolitano de Londres um dos mais modernos do mundo, em conforto, segurança, serviços, etc. Com estas transformações, o metropolitano continuará a ser o maior do Mundo.

## História
A construção de caminhos de ferro no Reino Unido começou no início do século XIX. Por volta de 1854, seis terminais de comboios independentes foram construídos mesmo fora do centro de Londres: London Bridge, Euston, Paddington, King's Cross, Bishopsgate e a Waterloo. A esta altura, apenas a Estação da Fenchurch Street estava localizada no que hoje é a actual Cidade de Londres. O tráfego automóvel na cidade e nas suas áreas periféricas aumentaram significativamente neste período, em parte, devido à necessidade de transporte ferroviário para completar a sua viagem até ao centro da cidade, por estrada. A ideia de construir um sistema de metropolitano que ligasse a cidade de Londres com as principais estações de terminais foi proposta pela primeira vez na década de 1830, mas isso não foi levado a sério até à década de 1850, onde a ideia foi levada a sério como uma solução para o problema dos automóveis e do trânsito.

### O primeiro Metropolitano

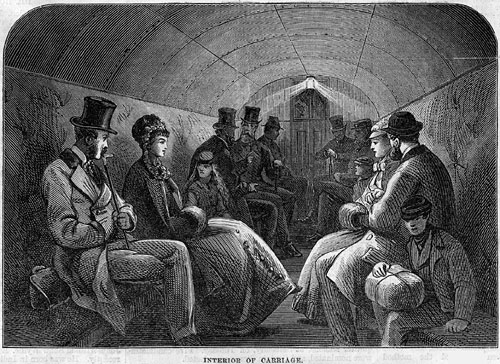
Dentro das primeiras carruagens do Metropolitano de Londres, 1870

Em 1854, um Ato do Parlamento foi passado, aprovando, assim, a construção de um sistema de metropolitano entre a Estação de Paddington e a Farringdon Street via King's Cross que era suposto ser chamado por Metropolitan Railway. A Great Western Railway (GWR) deu apoios financeiros para o projecto quando o mesmo foi agregado numa junção ligando o metropolitano ao seu terminal principal, Paddington. A GWR também concordou num design especial para os comboios do novo meio de transporte subterrâneo.
A construção foi adiada durante alguns anos devido a poucos fundos monetários. O facto do projecto começar de todo a andar para a frente deveu-se inteiramente ao trabalho desenvolvido por Charles Pearson, que era o solicitador da City of London Corporation na altura. Pearson apoiou a ideia de um metrô em Londres por muitos anos. Ele advogou planos para a demolição dos bairros de lata não higiénicos que deveriam ser substituídos, e os seus moradores deveriam ser realojados nos subúrbios de Londres, com o novo meio de transporte a providenciar a deslocação desses mesmos habitantes para os seus trabalhos no centro da cidade. Contudo, ele nunca esteve directamente ligado ao funcionamento do Sistema de Metropolitano, mas é amplamente creditado por ser um dos verdadeiros e primeiros visionários por detrás do conceito dos sistemas de metropolitano. Em 1859, foi Pearson que persuadiu a City of London Corporation para ajudar a financiar o projecto. O trabalho começou finalmente em fevereiro de 1860, sob orientação do engenheiro-chefe John Fowler. Pearson morreu antes do projeto com o qual sonhou durante anos estar concluído.
A Metropolitan Railway abriu a 10 de janeiro de 1863. Com apenas alguns meses de sua abertura, o sistema já transportava mais de 26 000 passageiros por dia. A Linha Hammersmith and City Railway foi aberta a 13 de junho de 1864 entre Hammersmith e Paddington. Os serviços foram inicialmente operados pela GWR entre Hammersmith e a Farringdon Street. Por volta de abril de 1865 o Metropolitano tomou o controlo do serviço. Em 23 de Dezembro de 1865, a extensão do Metropolitano para o lado este de Londres, até à Moorgate Street abriu. Mais tarde, ainda na mesma década, outros "ramos" da rede metropolitana foram abertos para a Swiss Cottage, South Kensington e para a Addison Road, Kensington (hoje em dia conhecida como Kensington Olympia). Inicialmente, os comboios do Metropolitano de Londres percorriam os seus trilhos em bitola dupla, permitindo o uso da assinatura da GWR para a bitola larga no material circulante e mais amplamente utilizada, a bitola estandardizada. Desacordos com a GWR forçaram a Metropolitan a utilizar a bitola estandardizada em 1863, depois da GWR desistir de todo o seu material dos comboios. Estas diferenças foram mais tarde resolvidas, no entanto a bitola larga foi totalmente retirada/recusada do sistema de metropolitano em março de 1869.

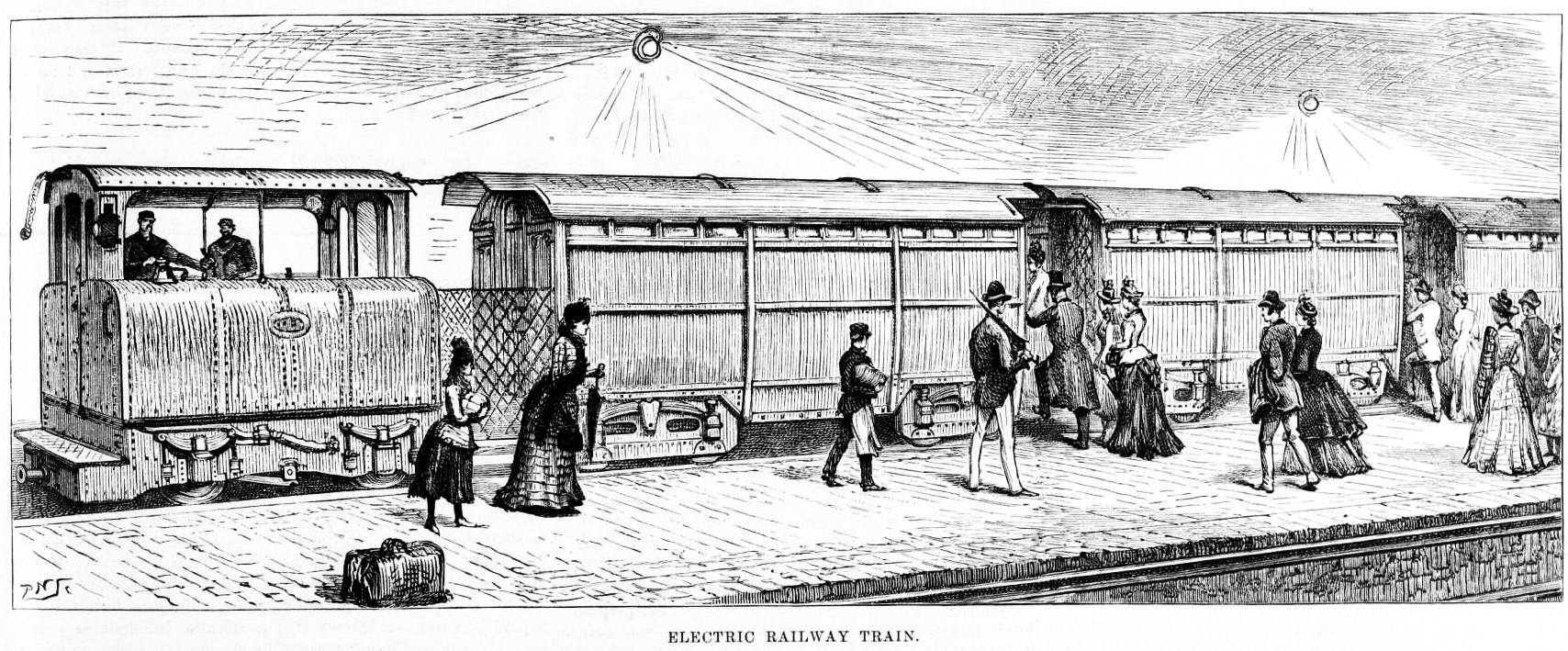
Carruagens do primeiro Metropolitano de Londres

A 24 de Dezembro de 1868, a Metropolitan District Railway começou a operar serviços entre South Kensington e Westminster utilizando os comboios e as carruagens do Metropolitan Railway. A companhia, que cedo se tornou conhecida por "the District", foi primeiramente incorporada em 1864 para completar/finalizar uma linha de metropolitano, Inner Circle, à volta de Londres em conjunto com a Metropolitan. Isto fazia parte de um plano para construir duas linhas, a Inner Circle line e a Outer Circle line à volta de Londres.
Uma rivalidade feroz, cedo nasceu entre a District e a Metropolitan. Isto atrasou seriamente a conclusão do projecto da Inner Circle com as duas companhias a competir para construir mais e de forma mais lucrativa, trilhos do Metropolitano de Londres nos subúrbios de Londres. A London and North Western Railway (LNWR) começou a operar os serviços da Outer Circle desde a Broad Street via Willesden Junction, Addison Road e Earl's Court para Mansion House, em 1872. A Inner Circle não foi acabada antes de 1884, com a Metropolitan e a District operando serviços do Metropolitano de Londres ao mesmo tempo e juntamente. Porém, antes de 1884, a District concluiu a sua rota entre West Brompton e a Blackfriars em 1870, com um cais de duplo, ou uma interface com a Metropolitan na South Kensington. Em 1877, começou a operar os seus próprios serviços desde Hammersmith até Richmond, numa linha originalmente inaugurada pela London & South Western Railway (LSWR) em 1869. A District, abriu então uma nova linha a partir de Turnham Green até Ealing em 1879 e efectuou obras para alargar o seu "ramo" da West Brompton para Fulham em 1880. Ainda na mesma década, a Metropolitan, estendeu também a sua linha até Harrow para noroeste.

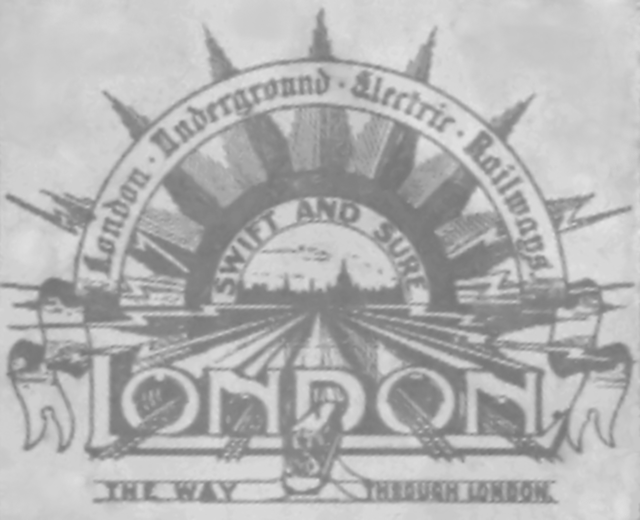
Logotipo dos Caminho de Ferro de Londres em 1908 (fotografia do logo de uma carteirinha com o mapa da rede da altura)

Os primeiros túneis foram feitos, utilizando o método de construção cortar-e-tapar. Isto causou uma perturbação generalizada e requereu/levou à demolição de muitas e várias propriedades à superfície. Os primeiros comboios eram extremamente poluentes, e faziam muito fumo, pelo que era necessário e requerido uma forte ventilação à superfície de modo a não tornar os túneis do metro, numa espécie de "túneis da morte", devido aos gases poluentes. A instalação de vários poços para ventilação em vários pontos das linhas, foram permitidos, para expelir os gases produzidos pelos comboios a vapor e para trazer ar fresco para os túneis.  Um destes ventiladores foi construído e pode ser visto em Leinster Gardens, W2.  A fim de preservar as características visuais no que continuava a ser uma "well-to-do street" (bem-a-fazer rua), uma faixa de concreto com cinco pés de espessura (1,5 metros) foi construída para salvar a fachada genuína de uma casa.

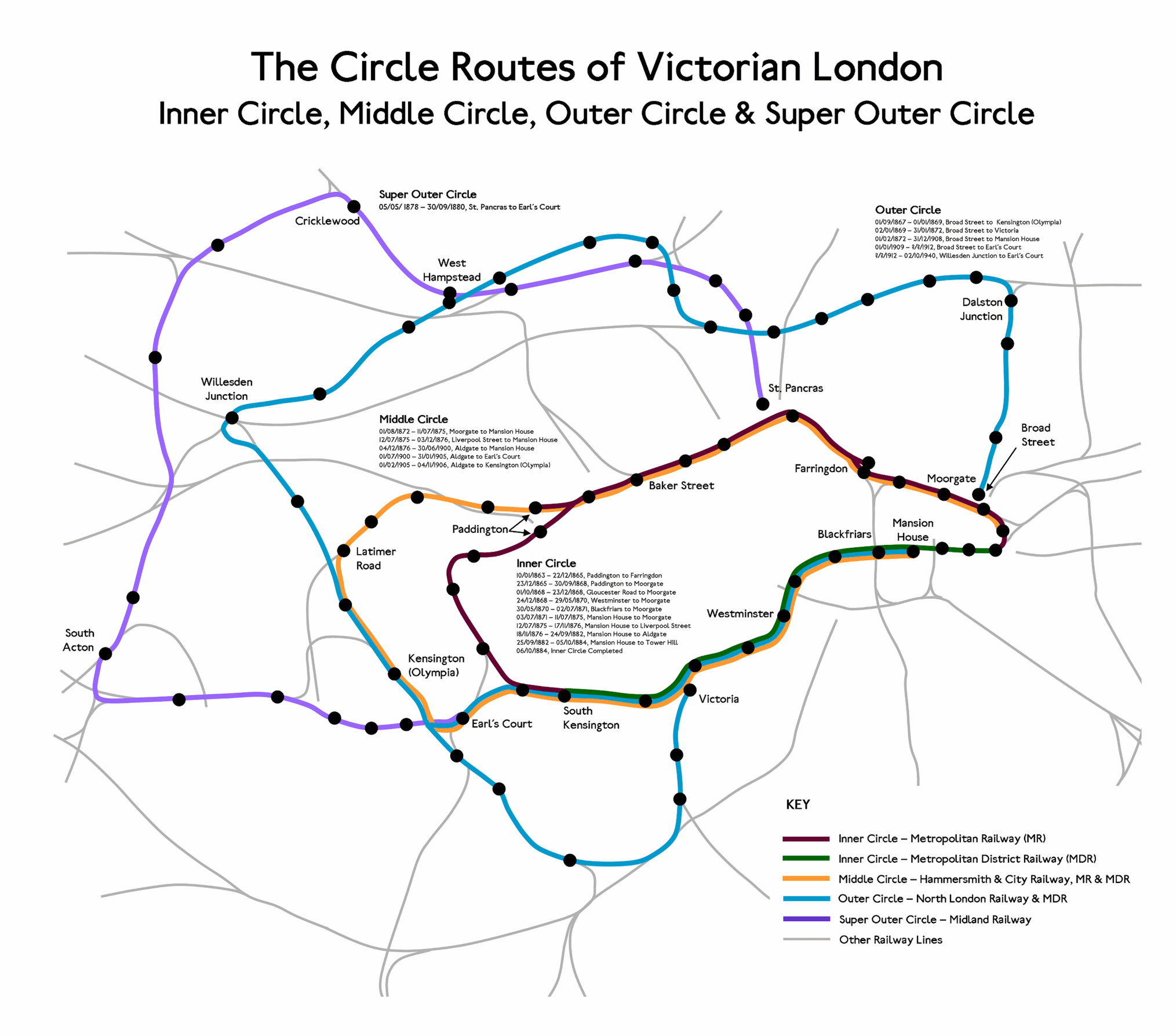
As primeiras linhas do Metropolitano de Londres

A 7 de Dezembro de 1869 a London, Brighton and South Coast Railway (LB&SCR) começou a operar os seus serviços entre Wapping e New Cross Gate na East London Railway (ELR) utilizando o Thames Tunnel (Túnel do Tamisa), desenhado por Marc Brunel, que desenhou a revolucionária tuneladora escudo que tornou a sua construção não só possível, mas também mais segura, e foi acabada pelo seu filho Isambard Kingdom Brunel. Este abriu em 1843 como um túnel para peões (um túnel pedonal), mas em 1865 o túnel foi comprado pela ELR (um concilio de seis companhias de comboios diferentes: a Great Eastern Railway (GER); London, Brighton and South Coast Railway (LB&SCR); London, Chatham and Dover Railway (LCDR); South Eastern Railway (SER); Metropolitan Railway; e a Metropolitan District Railway) e convertido num túnel que pudesse ser usado pelo Metropolitano de Londres. Em 1884 a District e a Metropolitan começaram a operar os serviços da linha.
Pelo final dos anos 1890 do século XIX, as linhas do metropolitano já haviam sido estendidas até Chesham na Metropolitan, Hounslow, Wimbledon e Whitechapel na District e New Cross na East London Railway. Pelo final do século XIX, a Metropolitan havia estendido as suas linhas para fora de Londres, para Aylesbury, Verney Junction e Brill, criando assim novos subúrbios ao longo da rota das linhas, posteriormente divulgada pela empresa como Metro-land. Até antes dos anos 1930 do século XX, a companhia manteve-se ambiciosa para continuar a ser considerada um dos principais construtores e operadores das linhas de comboio urbanas (o metropolitano).

### As primeiras linhas de Metro

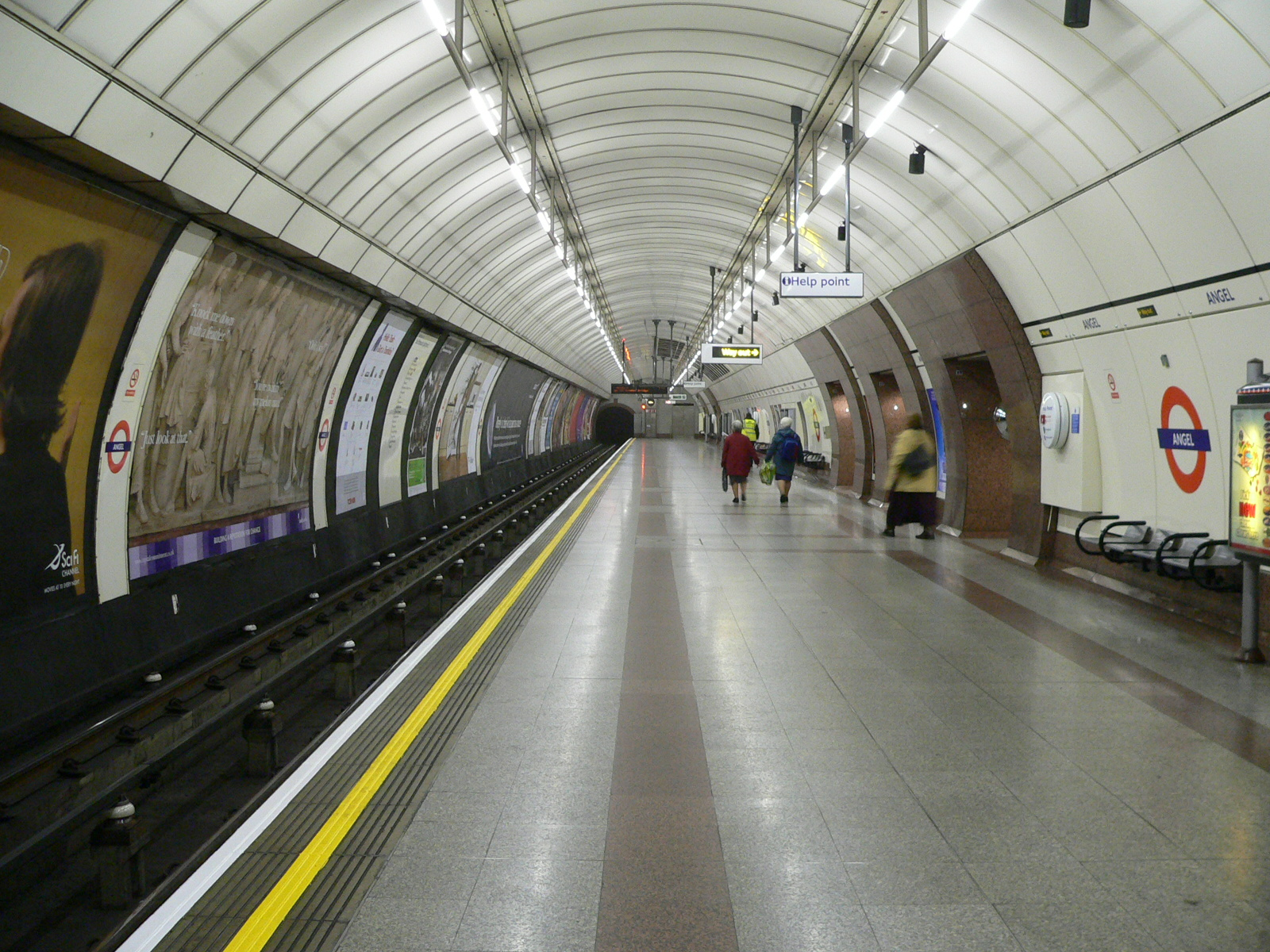
A alcunha "Tube" vem da forma circular que os túneis e as estações têm. Esta fotografia mostra a forma circular da estação Angel na Northern line

Seguindo avançados estudos de túneis em forma de tubo, tracção electrónica e design de túneis profundos, foram construídas mais tarde novas linhas de metropolitano, porém clandestinas. Isto causou muito menos erosão ao nível do solo, além de ser muito mais barato na altura e também preferível a utilizar o método de construção de cortar-e-tapar, isto é, escavar o solo, criar o túnel, e tapar tudo, mantendo assim o solo liso e direito, livre de obstáculos, e pronto para novos desenvolvimentos.
A City & South London Railway (C&SLR, actualmente parte da Northern line) abriu em 1890 entre Stockwell e o agora original, porém fechado, terminal de King William Street. Foi este o primeiro sistema de metropolitano de grande profundidade a operar no mundo. Por volta de 1900 esta mesma linha sofreu expansões em ambos os extremos, para Clapham Common a sul e para Moorgate Street (através de um desvio) no norte. A segunda dessas linhas foi a Waterloo and City Line Waterloo and City Railway, inaugurada em 1898. Foi construída e operada pela London and South Western Railway.
A 30 de Julho de 1900 a Central London Railway (agora conhecida como Central line) foi aberta, realizando viagens de Bank para Shepherd's Bush, e vice-versa. Esta linha recebeu a alcunha de "Twopenny Tube" ("Metropolitano de Dois Centavos"), pela sua tarifa e pelos seus túneis cilíndricos; a alcunha de "Tube" foi eventualmente transferida para o sistema de metropolitano completo, o Metropolitano de Londres. Uma interface foi construída no C&SLR, estação de Bank. A construção, começou em agosto de 1898, no Baker Street & Waterloo Railway. Contudo, os trabalhos nestes caminhos-de-ferro entraram num impasse dezoito meses depois do início da sua construção, devido à falta de fundos para seguir com as obras.

### Integração

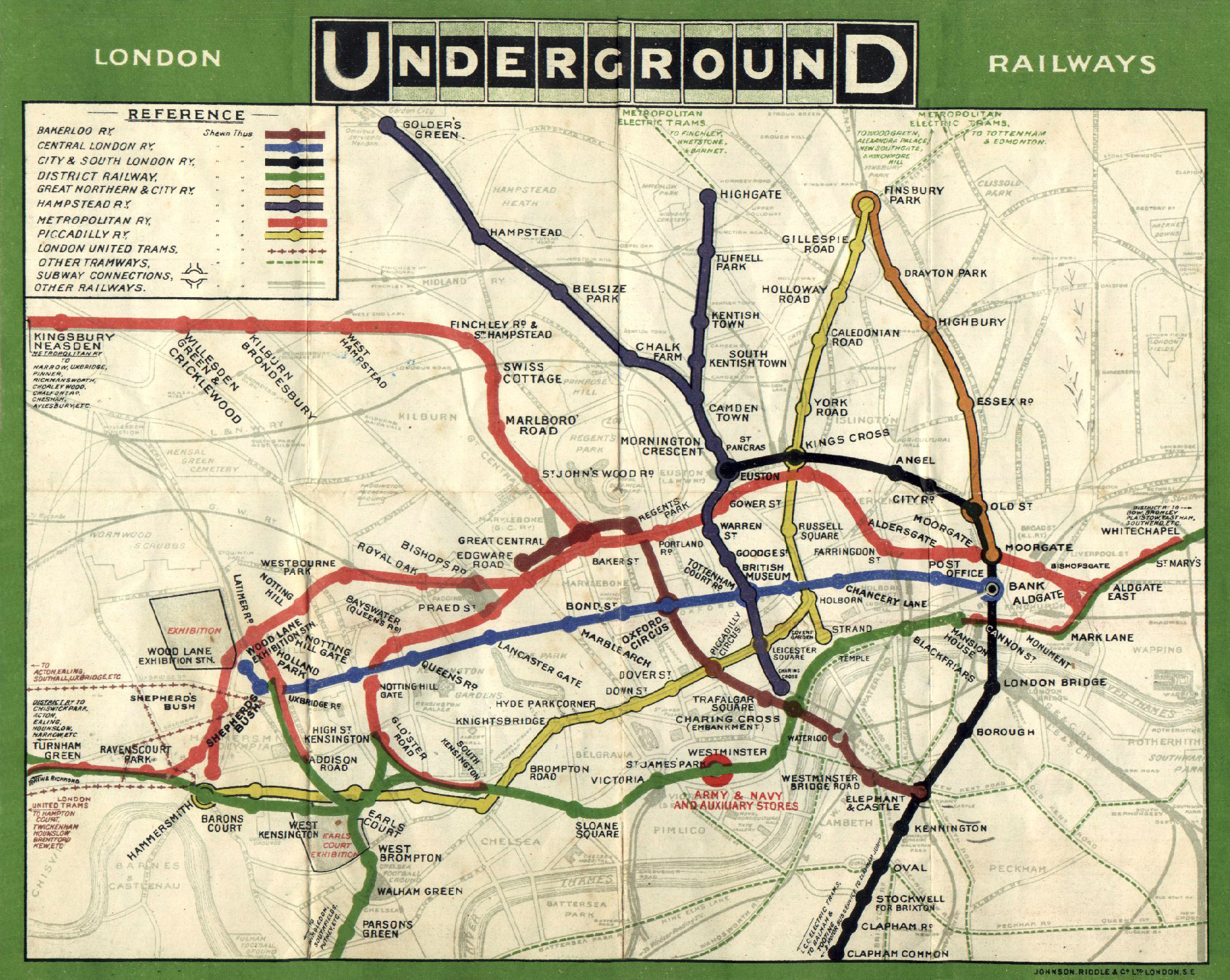
Mapa do Metropolitano de Londres em 1908

No início do século XX, o facto de existirem seis operadores diferentes das linhas do metropolitano londrino causou inconveniências substanciais aos passageiros/usuários do mesmo; em muitos lugares, os passageiros tinham que percorrer por vezes grandes distâncias à superfície para mudança de linhas. Os custos associados a este facto da gestão do metropolitano eram igualmente altos, e, como resultado, muitas empresas procuraram financiadores que lhes pudessem emprestar algum do dinheiro de que precisavam para expandir o sistema de metropolitano para os subúrbios, assim como electrificar as linhas operacionais mais antigas do Metropolitano de Londres. O financiador mais promissor era Charles Yerkes, um magnata norte-americano que assegurou e financiou a construção da Charing Cross, Euston & Hampstead Railway (CCE&HR) a 1 de Outubro de 1900. Em Março de 1901, Yerkes efectivamente tomou o controlo da District e formou a Metropolitan District Electric Traction Company (MDET) a 15 de julho do mesmo ano. Depois adquiriu a Great Northern & Strand Railway e a Brompton & Piccadilly Circus Railway em setembro de 1901. A construção de ambas as linhas havia também já sido autorizada pelo próprio Parlamento, juntamente com a moribunda Baker Street & Waterloo Railway em março de 1902. A 9 de abril a MDET tornou-se na Underground Electric Railways of London Company Ltd (UERL). A UERL também comprou/adquiriu três companhias de elétricos e entrou também na compra da London General Omnibus Company, criando assim uma organização colonial conhecida como "the Combine" (a Combinação), que entrou no domínio da construção e expansão do sistema de metropolitano londrino antes da década de 1930.
Com o apoio financeiro de Yerkes, a District line abriu a sua extensão para South Harrow em 1903 e completou a sua ligação com o ramo de Uxbridge da Metropolitan line em Rayners Lane em 1904, contudo, os serviços para Uxbridge na District line, não começaram antes de 1910, facto causado por outro desacordo com a Metropolitan. No final de 1905, todos os serviços do District Railway e da Inner Circle eram efectuados já por comboios/carruagens movidas a electricidade (composições electrificadas).
A Baker Street & Waterloo Railway abriu em 1906, e cedo se autonomeou como Bakerloo. Por volta de 1907 foi prolongada até Edgware Road a norte e até Elephant & Castle a sul. A recém-nomeada Great Northern, Piccadilly & Brompton Railway combinava os dois projectos adquiridos pela MDET em setembro de 1901, que também abriu no mesmo ano, em 1906. Com túneis a uma profundidade impressionante de 200 pés (cerca de 61 metros), esta linha efectuava a ligação de Finsbury Park para e até Hammersmith; uma simples e única estação foi criada, através de um novo ramal para Strand (mais tarde renomeada como Aldwych) foi adicionada em 1907. Ainda no mesmo ano, a CCE&HR abriu de Charing Cross para Camden Town, com dois ramais para norte, um para Golders Green e outro para Highgate (agora Archway).
Empreendimentos independentes continuaram na primeira parte do século XX. A independente Great Northern & City Railway foi inaugurada em 1904 entre Finsbury Park e Moorgate. Foi a única linha do metropolitano com diâmetro suficiente para ser capaz de suportar material de linha principal, e foi originalmente destinada a ser parte de uma linha ferroviária. Contudo, o dinheiro acabou rapidamente e a linha manteve-se separada da linha ferroviária principal até à década de 1970. A C&SLR também se expandiu através de novos ramais para norte até Euston em 1907.

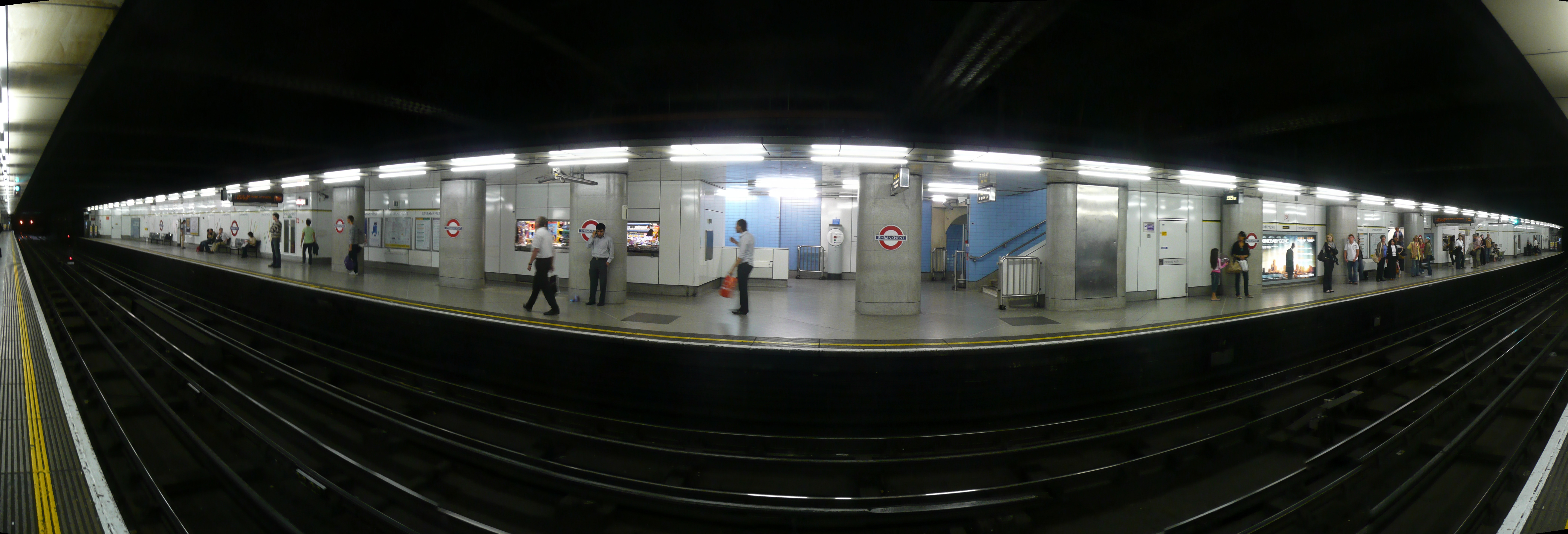
Plataforma da Circle line e District line na estação de Embankment

No início de 1908, num esforço para aumentar o número de passageiros, os operadores do metropolitano ferroviário concordaram em juntar os seus serviços com o "the Underground" (Metropolitano de Londres propriamente dito), criando e publicando novas publicidades em cartazes, folhetos, etc, e criando um mapa publicitário gratuito da rede de metropolitano para o efeito. No mapa existia uma legenda de lado, figurando a Bakerloo Railway, a Central London Railway, a City & South London Railway, a District Railway, the Great Northern & City Railway, a Hampstead Railway (o nome mais pequeno da CCE&HR), a Metropolitan Railway e a Piccadilly Railway. Outros caminhos-de-ferro também apareciam no mapa, mas com menor destaque do que as linhas citadas anteriormente. Isto incluía parte da ELR (apesar de isso, o mapa também não era suficientemente grande, para que a linha "coubesse" toda na sua extensão) e a Waterloo and City Railway. Quanto a esta última foi comprada por uma empresa ferroviária dona de uma linha principal, e não foi incluída nesta primeira fase da integração. Como parte do processo, o nome "The Underground" apareceu nas estações pela primeira vez e máquinas de emitir bilhetes eléctricas, também foram introduzidas nas estações. Este foi seguido em 1913 pela primeira aparição do famoso símbolo com um círculo e uma barra horizontal, conhecido como "the roundel" (o medalhão), criado e desenhado por Edward Johnston.
A 1 de Janeiro de 1913 a UERL "absorveu" outras duas linhas de metropolitano, a C&SLR e a Central London Railway. À medida que a "Combinada" se expandia, apenas a Metropolitan se manteve afastada deste processo de integração, conservando a sua ambição de ser considerada como uma das principais linhas ferroviárias. As propostas para uma fusão entre as duas empresas foram apresentadas em 1913, mas o plano foi rejeitado pela Metropolitan. No mesmo ano, a empresa afirmou a sua independência através da compra das falidas empresas Great Northern e da City Railway. Ela também procurou um personagem de si própria. A Metropolitan Surplus Lands Committee foi formada em 1887 para desenvolver a acomodação a par do transporte ferroviário, e em 1919 a Metropolitan Railway Country Estates Ltd. foi fundada para capitalizar a procura de casas no pós-Primeira Guerra Mundial. Isto garantiu que a Metropolitan mantivesse uma imagem independente até à criação da London Transport em 1933.
A Metropolitan também procurou electrificar as suas linhas de metro. A District e a Metropolitan concordaram em usar o sistema DC de baixa voltagem para a Inner Circle, compreendendo assim dois carris eléctricos para dar potência aos comboios, voltando assim aos sistemas utilizados em 1901. Por volta do início de 1905, comboios eléctricos iniciaram funções no ramal de Uxbridge e em 1 de Novembro de 1906 locomotivas eléctricas puxavam os comboios, até Wembley Park onde comboios a vapor voltavam a servir os passageiros. Este ponto de mudança foi movido para Harrow no dia 19 de Julho de 1908. O ramal Hammersmith & City também sofreu alterações de modo a poder suportar carruagens eléctricas, que começaram a funcionar nesta linha a 5 de Novembro de 1906. A electrificação da ELR segui a 31 de Março de 1913, o mesmo ano da abertura da sua extensão para Whitechapel e Shoreditch. Seguindo o "Grouping Act" (Acto de Grupo) de 1921, que fundiu todas as principais empresas de linhas férreas em quatro empresas (obliterando, assim, o original do consórcio que tinha construído a ELR), a Metropolitan concordou assim executar serviços para os passageiros na linha.
A expansão da Bakerloo line para Queen's Park foi completada em 1915, e o serviço estendido para a estação de Watford Junction através dos carris da London and North Western Railway em 1917. A expansão da Central line para Ealing Broadway foi adiada por causa da guerra até 1920.
O maior desenvolvimento da década de 1920 foi a integração da CCE&HR e da C&SLR e as expansões para formar o que mais tarde viria a ser a Northern line. Este alargamento necessário das partes mais antigas da C&SLR, que foi construído a uma escala modesta. Esta integração requereu encerramentos temporários durante 1922—24. O ramal de Golders Green foi estendido para Edgware em 1924, e o final a sul da linha foi expandido para Morden em 1926.
O ramal de Watford da Metropolitan abriu em 1925 e no mesmo ano a electrificação foi estendida para Rickmansworth. O último grande trabalho acabado pela Metropolitan foi o ramal para Stanmore que abriu em 1932.
Por volta de 1933 a Combine (Combinação) completou o ramo de Cockfosters da Piccadilly line, com serviços executados (através de caminhos-de-ferro realinhados entre Hammersmith e Acton Town) para Hounslow West e Uxbridge.

### Transporte de Londres

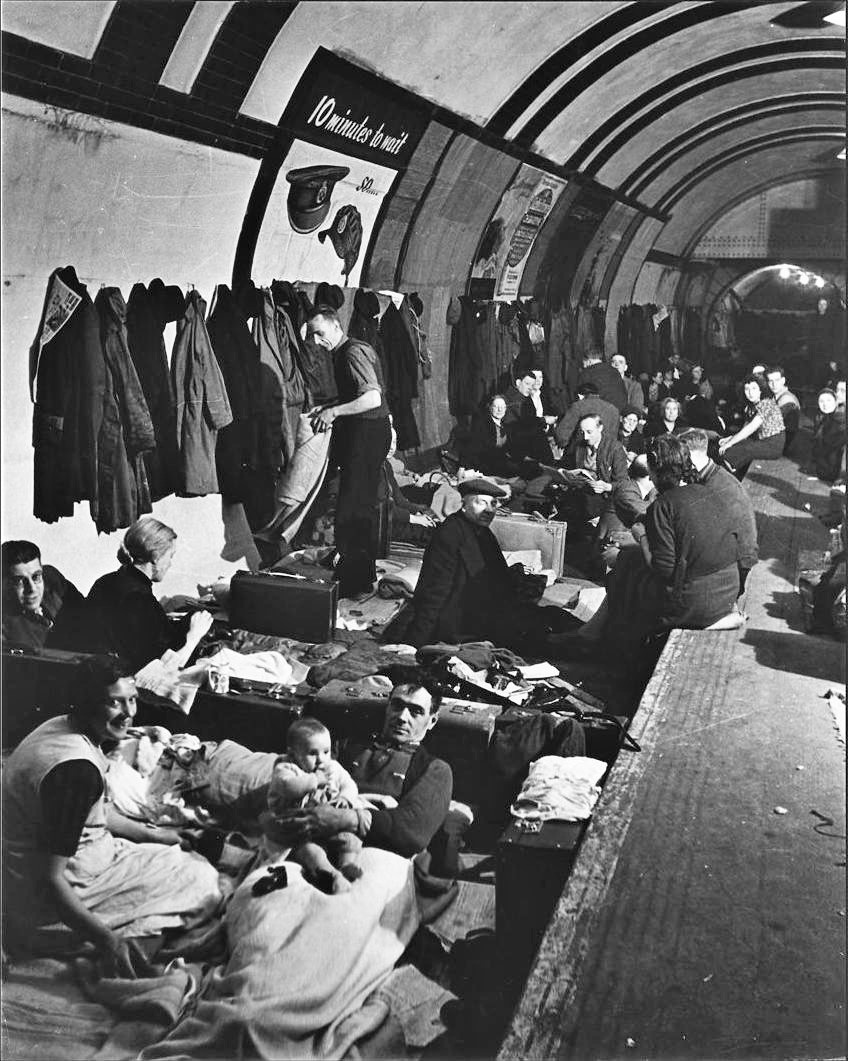
Cidadãos Londrinos escondidos num dos muitos túneis do Metropolitano de Londres, durante os bombardeamentos da cidade na Segunda Guerra Mundial, no evento que ficou conhecido por Blitz

Em 1933 a Combine, a Metropolitan e todas as empresas municipais e empresas de autocarros e eléctricos independentes, foram fundidas na London Passenger Transport Board (LPTB), uma empresa pública que efectuava apoio próprio e não subsidiada, e que foi criada a 1 de Julho de 1933. A London Passenger Transport Board cedo passou a ser conhecida com "London Transport" (LT).
Pouco tempo depois de ser criada, a LT iniciou o processo de integração de todas as linhas de metropolitano existentes na altura, em apenas uma única rede de metropolitano. Todas as linhas "ganharam" um novas denominações, de modo e a fim de se integrarem todas dentro de apenas uma rede de metropolitano. Um mapa gratuito destas linhas, desenhado por Harry Beck, foi emitido e passou a ser dado aos passageiros, em 1933. Nele surgiam então, as seguintes linhas: a District line, a Bakerloo line, a Piccadilly line, a Edgware, Highgate and Morden Line, a Metropolitan line, a Great Northern & City Line, a East London line e a Central London Line. Normalmente considerado e reconhecido como um desenho clássico, uma versão mais actualizada deste mapa continua em uso ainda nos dias de hoje. A Waterloo & City line não foi incluída neste mapa, uma vez que não fazia parte de nenhuma empresa fundida na LT, e continuava a ser uma linha principal de caminho-de-ferro (a Southern Railway desde 1923).
A LT anunciou um plano para a expansão e modernização da rede de metropolitano, intitulado por "New Works Programme" (Programa de Novos Trabalhos), que seguia o anúncio de propostas de melhoramento na Metropolitan Line. Este plano continha várias ideias para expandir algumas linhas, para assumir a operação de linhas principais, antes asseguradas por outras empresas ferroviárias, e para electrificar toda a rede. Durante as décadas de 1930 e 1940 várias secções principais de linhas de transporte ferroviário foram convertidas em linhas de superfície do Metropolitano de Londres. A parte mais antiga de toda a rede de metropolitano actual pode ser encontrada na Central line entre Leyton e Loughton, que abriu inicialmente como uma linhas de caminho-de-ferro, sete anos antes da abertura do próprio Metropolitano de Londrino.

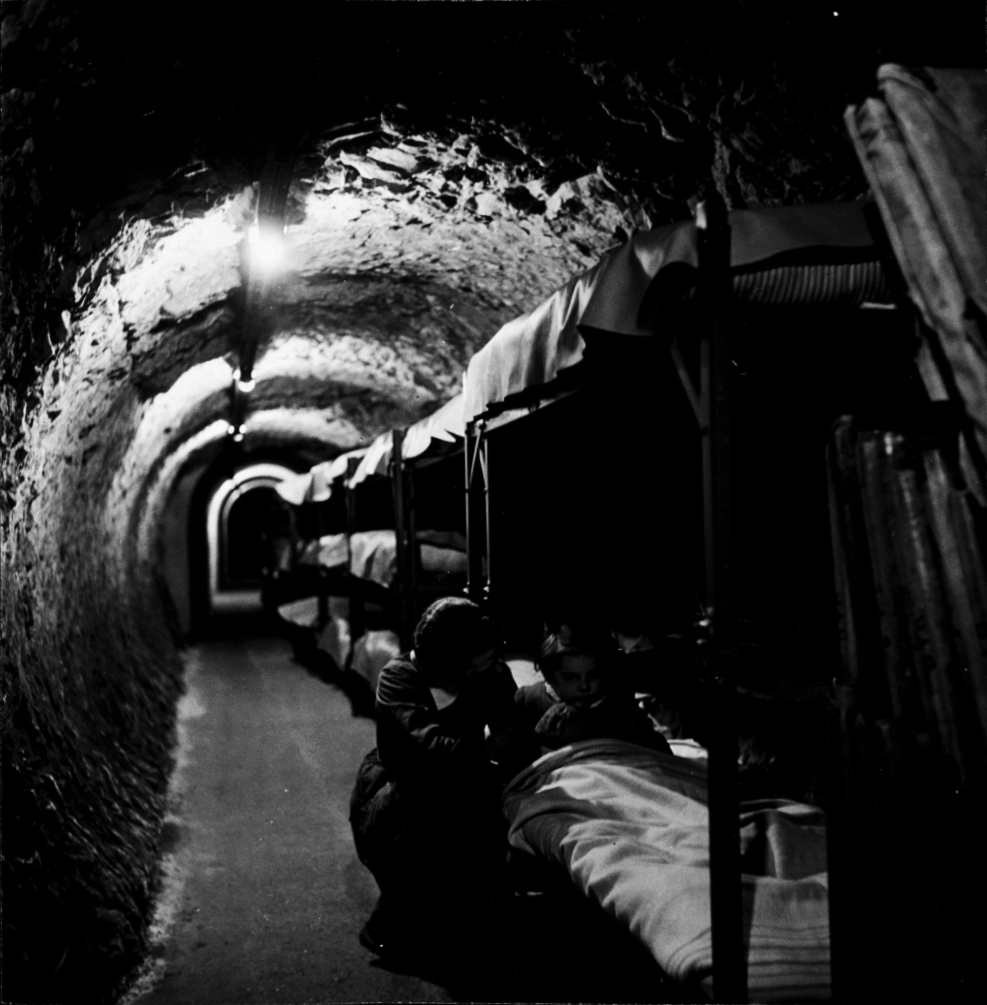
Pessoas escondidas nos túneis do metro durante o Blitz

A LT também buscou/comprou rotas abandonadas, no entanto tal acto, deu lugar a uma significativa perda financeira. Logo após a LPTB iniciar suas operações, os serviços para Verney Junction e Brill, na Metropolitan Railway, foram interrompidas. O renomeado terminal da "Metropolitan Line", foi movido para Aylesbury.
Com o surgimento da Segunda Guerra Mundial todos os planos e projectos de expansão para a rede metropolitana, foram adiados e alguns mesmo cancelados. A partir de meados de 1940, a Blitz levou ao uso de muitas estações do Metropolitano de Londres, como abrigos durante os raides aéreos e pernoite. Inicialmente, as autoridades tentaram desencorajar e prevenir o ocorrido, mas mais tarde acabaram mesmo por distribuir/fornecer beliches, latrinas e facilidades de acesso a comida). Mais tarde, na guerra, oito abrigos de grande profundidade em Londres foram construídos por debaixo de estações de metropolitano, ostensivamente para serem utilizados como abrigos (cada abrigo de grande profundidade tinha capacidade e podia albergar 8 000 pessoas), embora que os planos de construção para esses mesmos abrigos depois da guerra passassem por transformá-los e convertê-los numa nova linha de expresso, paralela à Northern line. Algumas estações (actualmente a maioria encontra-se fora de serviço), foram convertidas em escritórios governamentais, para ajudar no delineamento de estratégias para a guerra, e para proteger as altas figuras políticas: por exemplo, Down Street foi usada como sede e pelos respectivos membros principais, do Railway Executive Committee (Comité Executivo de Railway) e foi também utilizada para encontros do Gabinete de Guerra antes dos Cabinet War Rooms estarem finalizados; a estação de Brompton Road foi usada como uma sala de controlo para defesa contra armas aéreas e as ruínas do edifício à superfície, continuam a ser utilizadas pela London's University Royal Naval Unit (URNU) e pela University London Air Squadron (ULAS).
Depois da guerra, um dos últimos actos da LPTB foi dar "luz verde" para a conclusão das então adiadas expansões da Central Line. A expansão ocidental para West Ruislip foi finalizada em 1948, e a extensão para leste, para Epping, foi completada no ano seguinte, em 1949; a única linha do ramal Epping-Ongar-Ogar-Epping, foi retomada, sofrendo reestruturações, incluindo a electrificação da linha, já em 1957.

### Nacionalização

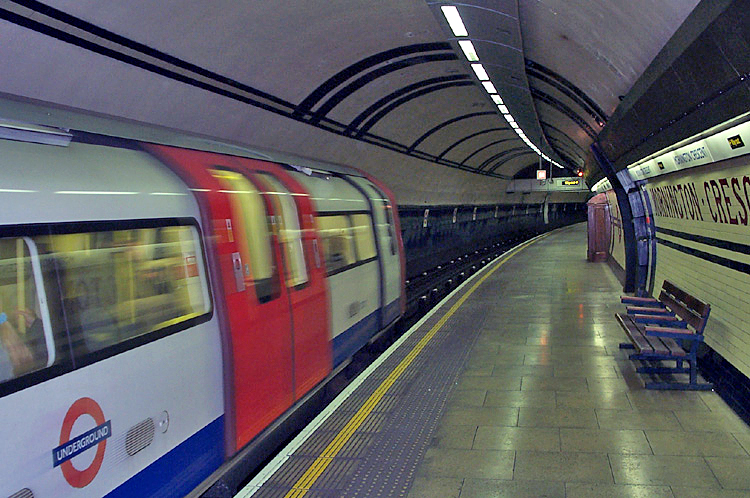
Uma carruagem de 1995 que entra em Mornington Crescent, na Northern Line

A 1 de Janeiro de 1948, a London Transport foi nacionalizada pelo governo do Partido Trabalhista, juntamente com as quatro restantes empresas das principais linhas férreas, que incorporou também o que pertencia à London Transport nos operadores da British Transport Commission (BTC). A LPTB foi substituída pela London Transport Executive (LTE). Isto trouxe pela primeira vez o metropolitano para o governo central, pela primeira vez na sua já longa história.
A implementação de um sistema de metropolitano nacionalizado foi um movimento de necessidade, como também um movimento ideológico. As principais companhias de linhas de caminhos de ferro, tiveram de lutar para lidar com uma economia de guerra na Primeira Guerra Mundial e até ao termo da Segunda Guerra Mundial. Neste intervalo as quatro empresas restantes estiveram à beira da falência. A nacionalização foi a maneira mais fácil e rápida para salvar os caminhos-de-ferro, no mínimo período possível e assim providenciar dinheiro para estabilizar os estragos causados pela guerra. A BTC deu necessariamente prioridade à reconstrução das suas principais linhas de caminho-de-ferro durante a manutenção da rede subterrânea. As partes inacabadas do New Works Programme (Novo Programa de Trabalhos), foram gradualmente suspensos ou adiados.
Contudo, a BTC autorizou a complementação da electrificação da rede metropolitana, que visava substituir as locomotivas a vapor nas partes do sistema onde elas ainda operavam naqueles tempos. Este fase do programa foi apenas completada quando a Metropolitan line foi electrificada em Chesham em 1960. As locomotivas a vapor, foram totalmente retiradas do sistema de metropolitano londrino (dos serviços prestados aos passageiros), a 9 de Setembro de 1961, quando a British Railways assumiu as operações da Metropolitan line entre Amersham e Aylesbury. A última locomotiva a vapor ainda a operar foi retirada do serviço em 1971. Acabando assim a era a vapor do Metropolitano de Londres.
Em 1963 a LTE foi substituída pela London Transport Board, directamente responsável perante o Ministério dos Transportes do Reino Unido.

### Controlo GLC

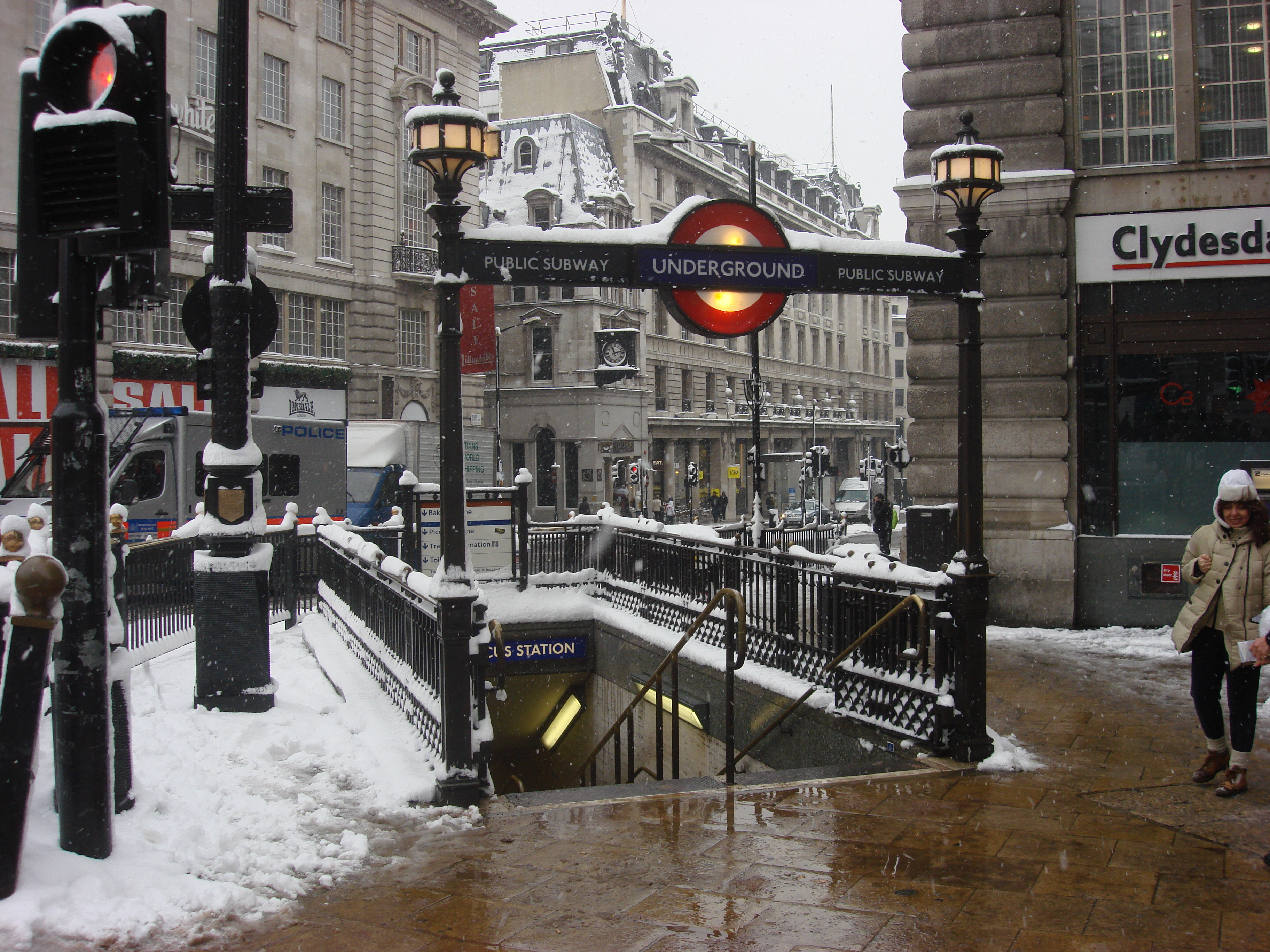
Entrada da Estação de Piccadilly Circus, durante o Inverno

A 1 de Janeiro de 1970, o Greater London Council (GLC) assumiu as responsabilidades da London Transport. Este período é, talvez, o período mais conturbado da história dos transportes de Londres, caracterizado pela grande falta de pessoal e uma grave falta de financiamento por parte do governo central. Em 1980 o Partido Trabalhista conduziu o GLC a iniciar um projecto intitulado por 'Fares Fair' (Tarifas Justas), com um grande e significativo aumento nos impostos locais, a fim de todos os bilhetes poderem ficar a um preço mais reduzido. Inicialmente a campanha teve um grande êxito e a utilização do Sistema de Metropolitano Londrino registou um aumento significativo de passageiros. Mas sérias objecções surgiram à política, por parte do Bairro Londrino de Bromley, uma área de Londres que na época não tinha quaisquer estações de metropolitano. O Conselho (Council), ressentiu assim, na criação de um subsídio, que seria assim, um pequeno benefício para os seus residentes. O Conselho "levou" a GLC até à Law Lords que estipulou que a lei era ilegal, baseada nas próprias interpretações do GLC, do Transport (London) Act 1969. Eles ordenaram assim, que o Acto/Lei (Act) estipulado por parte da London Transport deveria, tão depressa quanto fosse possível, acabar. Em consonância com esta decisão, as 'Fares Fair' (Tarifas Justas), foram assim invertidas, e extinguidas, levando a um aumento de 100% nas tarifas em 1982 e uma posterior e consequente queda do número de passageiros a utilizarem o Metropolitano de Londres. O escândalo levou Margaret Thatcher, membro do Governo Conservador, a retirar o controlo do sistema de metropolitano da GLC, em 1984, um desenvolvimento que acabou por ser um prelúdio e determinar a "sentença" da GLC, que viria a ser abolida dois anos mais tarde, em 1986.
No entanto, foi neste período que a rede de metropolitano viu o primeira e "real" investimento pós-guerra, com a abertura da muito bem e cuidadosamente planeada Victoria line, que foi construído numa diagonal nordeste-sudoeste, num alinhamento abaixo da Central London, incorporando controlos de sinais centralizados e comboios conduzidos automaticamente. A Victoria Line foi aberta ao público por fases, tendo-se presenciado a primeira em 1968 e a última três anos mais tarde, já em 1971. A Piccadilly line foi prolongada até ao Heathrow Terminals 1, 2, 3, servindo o (Aeroporto de Heathrow) em 1977, uma das mais importantes ligações de transportes públicos de sempre, e por sua vez, a Jubilee line foi aberta em 1979, ficando com parte da Bakerloo line, e com novos túneis entre Baker Street e a estação de Charing Cross. Houve também um importante legado deixado nas 'Fares Fair' (Tarifas Justas), a introdução de bilhetes por zonas, sistema que ainda hoje é utilizado pelo Metropolitano de Londres (e um pouco por todo o mundo).

### Transporte Regional de Londres
Em 1984 o Governo Conservador de Margaret Thatcher retirou a London Transport do controlo do GLC, substituindo-o pela London Regional Transport (LRT) a 19 de Junho de 1984 - uma corporação estatal para a qual o Secretário de Estado dos Transportes foi e era directamente responsável. O Governo da altura, programou então modernizar o sistema de metropolitano londrino enquanto cortavam os seus subsídios dos impostos, pagos pelos contribuintes. Como parte integrante desta estratégia, a London Underground Limited foi criada a 1 de Abril de 1985 como uma subsidiária integral da LRT, relativamente ao funcionamento da rede de metropolitano.
O prognóstico para a LRT era bom/positivo. Oliver Green, o então curador do London Transport Museum, escreveu em 1987, o seguinte:

| Versão Inglesa (original) | Versão Portuguesa (tradução) |
| --- | --- |
| "In its first annual report, London Underground Ltd was able to announce that more passengers had used the system than ever before. In 1985-86 the Underground carried 762 million passengers - well above its previous record total of 720 million in 1948. At the same time costs have been significantly reduced with a new system of train overhaul and the introduction of more driver-only operation. Work is well in hand on the conversion of station booking offices to take the new Underground Ticketing System (UTS)…and prototype trials for the next generation of tube trains (1990) stock started in late 1986. As the London Underground celebrates its 125th anniversary in 1988, the future looks promising." | "No seu primeiro relatório anual, a London Underground Ltd estava capaz de anunciar e afirmar que o sistema de metropolitano havia sido utilizado por mais passageiros do que antes fora. Em 1985-86, o Metropolitano de Londres serviu mais de 762 milhões de passageiros - bem acima do seu record anterior, com um total de 720 milhões de passageiros em 1948. Ao mesmo tempo, os custos foram significativamente reduzidos com um novo sistema de formação geral e com a introdução de mais operações realizadas com apenas um motorista. Iniciaram-se ensaios com protótipos da nova geração de comboios do metropolitano, os comboios conhecidos por 1990, que iniciaram funções no final de 1986. Enquanto o Metropolitano de Londres celebra o seu 125.º aniversário, o futuro parece promissor" |

No entanto, a redução de custos não foi efectuada sem críticas. Às 19h30 de 18 de Novembro de 1987 um incêndio deflagrou na Estação de Metropolitano King's Cross St Pancras, a estação mais utilizada de toda a rede, provocando a morte a 31 pessoas que se encontravam no local. Mais tarde veio-se a saber que o fogo tinha começado numas escadas rolantes que serviam a Piccadilly Line, que queimaram para além dos níveis mais fundos da estação de metro, chegando ao nível superior da estação (entradas e bilheteiras). A escada rolante, onde o fogo começou, tinha sido construída justamente depois da Segunda Guerra Mundial. Os degraus e os lados da escada rolante eram, parcialmente, feitos de madeira, significando assim, que arderam rapidamente, e com facilidade. Contudo, fumar na rede de metropolitano londrina já tinha sido proibido em Fevereiro de 1985 (como consequência do incêndio de Oxford Circus), o fogo foi provavelmente causado por um passageiro que acendeu um fósforo, e que o deixou cair para o lado das escadas rolantes, fazendo o fósforo entrar, assim, no interior das escadas, para a pista das mesmas. A pista dessa escada rolante não era limpa já há muito tempo, e na altura do incêndio estava cheia de graxa e de detritos compostos por fibras. O Membro do Parlamento daquela área, Frank Dobson, informou a House of Commons (Câmara dos Comuns), que o  número de passageiros empregados que passavam pela estação, que ultrapassava os 200 000 todos os dias já naqueles tempos, tinha sido reduzida de dezasseis para dez, e que o pessoal da limpeza tinha sido igualmente reduzido, de catorze para apenas dois. O trágico acontecimento levou à supressão e retirada de todas as escadas de madeira em todas as estações de metro, e levou a promessas de maior investimento no sistema.
Em 1994, com a privatização da British Rail, a LRT assumiu o controlo da Waterloo and City line, incorporando a mesma pela primeira vez na rede de metropolitano. Este ano também viu também o fim dos serviços prestados pelo ramo Epping-Ongar na Central Line, assim como o fim dos serviços do ramo Aldwych na Piccadilly Line, depois de ter sido acordado que a necessidade de manutenção e de trabalho de reabilitação, não seria rentável, e traria prejuízo.
Em 1999, a expansão da Jubilee line para Stratford na London's East End foi finalizada. Este plano incluiu também a abertura de uma estação de transferência de linhas totalmente remodelada, a famosa estação de Westminster. Na Jubilee line, as velhas plataformas terminais de Charing Cross foram fechadas, mas são mantidas operacionais, para eventuais emergências que venham a ocorrer.

### Parceria público-privada
A Transport for London (TfL) repôs o LRT em 2000, um desenvolvimento que coincidiu com a eleição directa de um Mayor e com a criação da Greater London Assembly.
Em Janeiro de 2003 o metropolitano começou a operar como uma Parceria Público-Privada (PPP), no entanto, as infraestruturas e o material circulante foram mantidos por duas empresas privadas (a Metronet e a Tube Lines) com contratos para cerca de trinta anos, contudo a London Underground Limited tornou-se pública e passou a ser operada pela TfL.
Houve muita controvérsia quanto à implantação de uma parceria público-privada. Os apoiantes da mudança afirmaram que o sector privado iria eliminar as ineficiências das empresas do sector público e assumindo assim os riscos associados ao funcionamento da rede de metropolitano, enquanto os opositores/oponentes disseram que a necessidade de fazer lucros, iria reduzir o investimento e os aspectos do serviço público do Metropolitano de Londres. Desde então, assistiu-se a críticas quanto ao desempenho das empresas privadas; por exemplo, em janeiro de 2007, a edição do The Londoner, um jornal publicado periodicamente pela Greater London Authority, continha uma lista intitulada por Metronet's mistakes of 2006 (Os erros da Metronet em 2006), debaixo do título principal do artigo, intitulado por Metronet guilty of "inexcusable failures" (Metronet culpada de "falhas imperdoáveis").
A Metronet foi colocada na administração a 18 de julho de 2007. A TfL, desde então, assumiu o controlo dos comités exteriores da Metronet.
O governo do Reino Unido fez, então grandes esforços para encontrar outra empresa privada, para preencher o vazio deixado pela liquidificação da Metronet. No entanto, e até agora a TfL expressou um interesse plausível em assumir as responsabilidades da Metronet. Mesmo apesar da Tube Lines parecer estável, isto pôs a longo termo/longo prazo, o futuro da PPP em dúvida. O caso da PPP, enfraqueceu mais ainda em 2008, quando foi revelado o verdadeiro custo da insolvência da Metronet. Tal acção custou ao governo do Reino Unido, mais de £2 biliões de libras (cerca de 2 300 milhões de euros). As cinco empresas privadas que compunham a aliança Metronet tiveram de pagar £70 milhões cada um (mais de 80 milhões de euros) para amortizar as dívidas adquiridas pelo consórcio. Mas, sob um acordo com o governo inglês datado de 2003, as empresas estavam protegidas de qualquer outra responsabilidade. Os contribuintes do Reino Unido tiveram assim que pagar o resto da conta, com os seus impostos. Isto prejudicou o argumento de que a PPP colocaria os riscos envolvidos as funcionamento do sistema de metropolitano nas mãos do sector privado.

## Transportes Para Londres

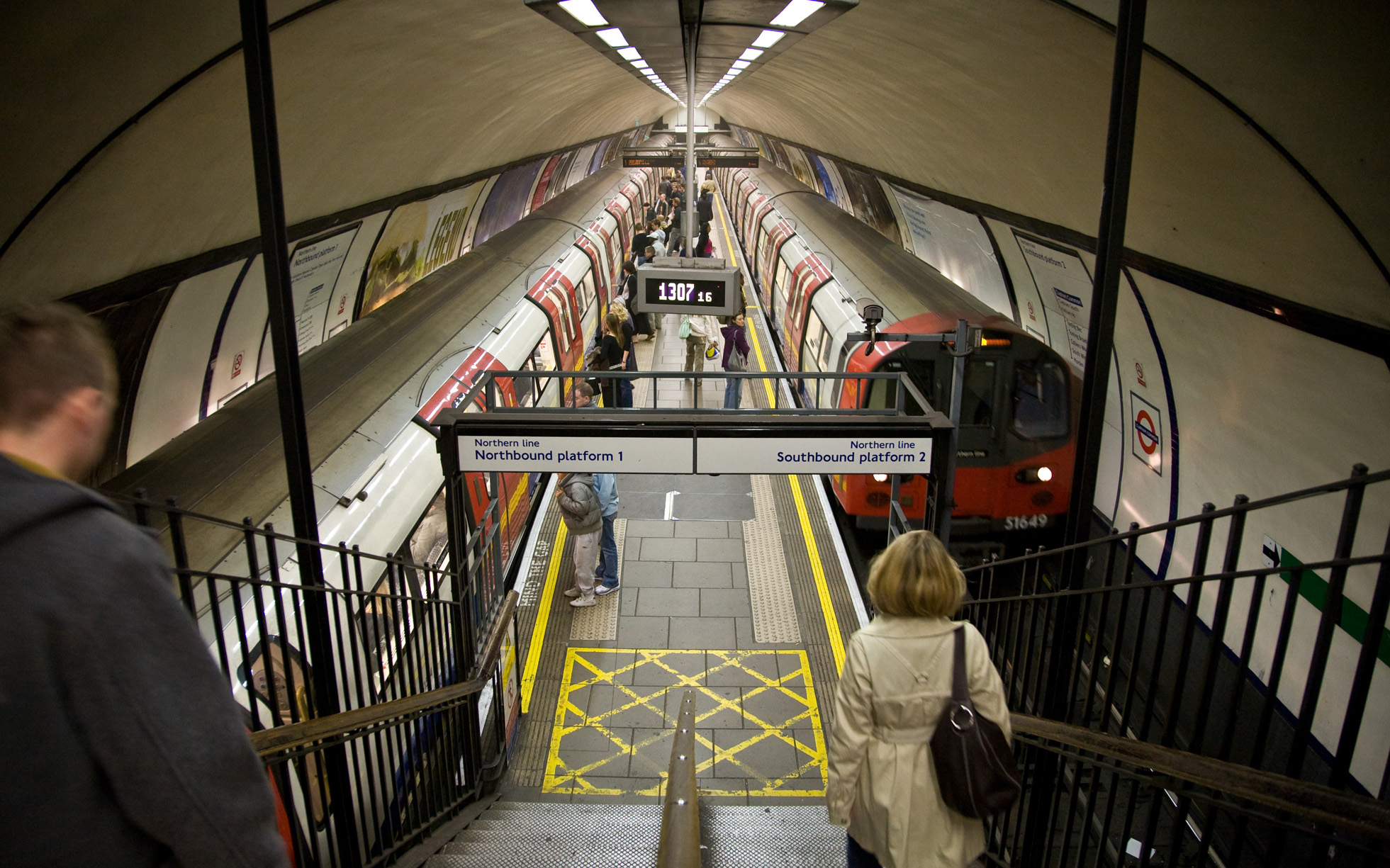
Estação de Clapham Common

A Transporte para Londres (TpL) - Transports for London (TfL) -, foi criada em 2000 e foi integrada como órgão responsável pelo Sistema de Transportes de Londres. A Transportes Para Londres, veio substituir a antiga empresa Transportes Regionais de Londres. Por sua vez, assumiu total controlo sob o Metropolitano de Londres em julho de 2003.
A Transportes Para Londres, faz parte da Greater London Authority (GLA) e é constituída por corporação estruturada e regulamentada pelas regras financeiras do Governo local. Existiam então, três subsidiários: a London Transport Insurance (Guernsey) Ltd., a TfL Pension Fund Trustee Co. Ltd. e a Transport Trading Ltd (TTL). A TTL tem seis filiais, uma das quais é a London Underground Limited.
O quadro da TpL é nomeado pelo Mayor de Londres (o Presidente da Câmara Municipal). O Mayor também define a estrutura e as tarifas dos Transportes de Londres. No entanto, o dia-a-dia da corporação está a ser deixado para o Comissário dos Transportes de Londres. O actual comissário é Peter Hendy.
O Mayor é também responsável por produzir/criar um plano estratégico e integrado no transporte para Londres e por consultar a GLA, a TpL, os conselhos municipais, entre outros, sobre a estratégia realizada. O Mayor é também responsável pela definição do orçamento da TpL. A GLA é consultada sobre a estratégia desenvolvida pelo Mayor, e inspecciona a mesma, e caso se justifique, aprova o orçamento da Câmara Municipal de Londres. A GLA, tem também "poder" suficiente para convocar o Mayor e altos funcionários, para avaliar o desempenho da TpL. A London TravelWatch, um órgão nomeado e apontado pela Assembleia, lida com reclamações sobre os transportes em Londres.

## Infraestrutura
A infraestrutura do Metropolitano de Londres é das maiores do mundo em transporte urbano. Entre a inauguração e os nossos dias já passaram pelo sistema de metropolitano londrino dezenas de milhões de pessoas. Nos próximos 20 a 25 anos o sistema ganhará novas linhas e estações, assim como terá renovações e modificações na sua frota, tudo para tornar melhor e mais confortável o segundo meio de transporte mais usado na capital.

### Linhas e estações
O Metropolitano de Londres tem 11 linhas: Bakerloo line, Central line, Circle line, District line, Hammersmith & City line, Jubilee line, Metropolitan line, Northern line, Piccadilly line, Victoria line e Waterloo & City line. Até 2007, existiam 12 linhas distintas; esta 12.ª linha é a East London line, que foi encerrada para se tornar o London Overground. É de lembrar que estas obras aconteceram no âmbito da preparação da cidade de Londres, para os Jogos Olímpicos de Verão de 2012.
| Nome | Cor no mapa | Primeira operação | Primeira secção aberta* | Nome atual desde | Tipo        | Extensão (km) | Estações | Viagens/ano (x 1 000) | Viagens/km (x 1 000) |
| --- | ----------- | ----------------- | ----------------------- | ---------------- | ----------- | ------------- | -------- | --------------------- | -------------------- |
| Bakerloo line | Castanho    | 1906              | 1906                    | 1906             | subterrâneo | 23,2          | 25       | 104 000               | 4 482                |
| Central line | Vermelho    | 1900              | 1856                    | 1900             | subterrâneo | 74            | 49       | 199 000               | 2 689                |
| Circle line | Amarelo     | 1884              | 1863                    | 1949             | superfície  | 22,5          | 27       | 74 000                | 3 288                |
| District line | Verde       | 1868              | 1868                    | 1868–1905        | subterrâneo | 64            | 60       | 188 000               | 2 937                |
| Hammersmith & City line | Rosa        | 1863              | 1858                    | 1988             | subterrâneo | 26,5          | 29       | 50 000                | 1 886                |
| Jubilee line | Prata       | 1979              | 1879                    | 1979             | subterrâneo | 36,2          | 27       | 127 584               | 3 524                |
| Metropolitan line | Roxo        | 1863              | 1863                    | 1863             | subterrâneo | 66,7          | 34       | 58 000                | 869                  |
| Northern line | Preto       | 1890              | 1867                    | 1937             | subterrâneo | 58            | 50       | 206 987               | 3 568                |
| Piccadilly line | Azul Escuro | 1906              | 1869                    | 1906             | subterrâneo | 71            | 53       | 176 177               | 2 481                |
| Victoria line | Azul Claro  | 1968              | 1968                    | 1968             | subterrâneo | 21            | 16       | 174 000               | 8 285                |
| Waterloo & City line | Turquesa    | 1898              | 1898                    | 1898             | subterrâneo | 2,5           | 2        | 9 616                 | 3 846                |
| *Sempre que um ano é anterior à primeira operação realizada pela linha, isso indica que a linha funcionou durante uma primeira rota operada por outra linha de metropolitano ou por outra empresa ferroviária. |             |                   |                         |                  |             |               |          |                       |                      |

O Metropolitano de Londres serve 270 estações por caminhos de ferro; mais seis estações que pertencem à East London line, que são actualmente servidas pelo London Overground, mas que são da responsabilidade do Metropolitano. Catorze estações ficam do lado de fora da Grande Londres, cinco destas (Amersham, Chalfont & Latimer, Chesham, Chorleywood, Epping) ficam por detrás da auto-estrada M25. Dos 32 boroughs de Londres, seis (Bexley, Bromley, Croydon, Kingston, Lewisham e Sutton) não são servidos pelo sistema de metropolitano, enquanto o bairro de Hackney apenas tem a estação de Old Street e a estação de Manor House nos seus limites.

Zona 1 (zona central) do Metropolitano de Londres (e o DLR)

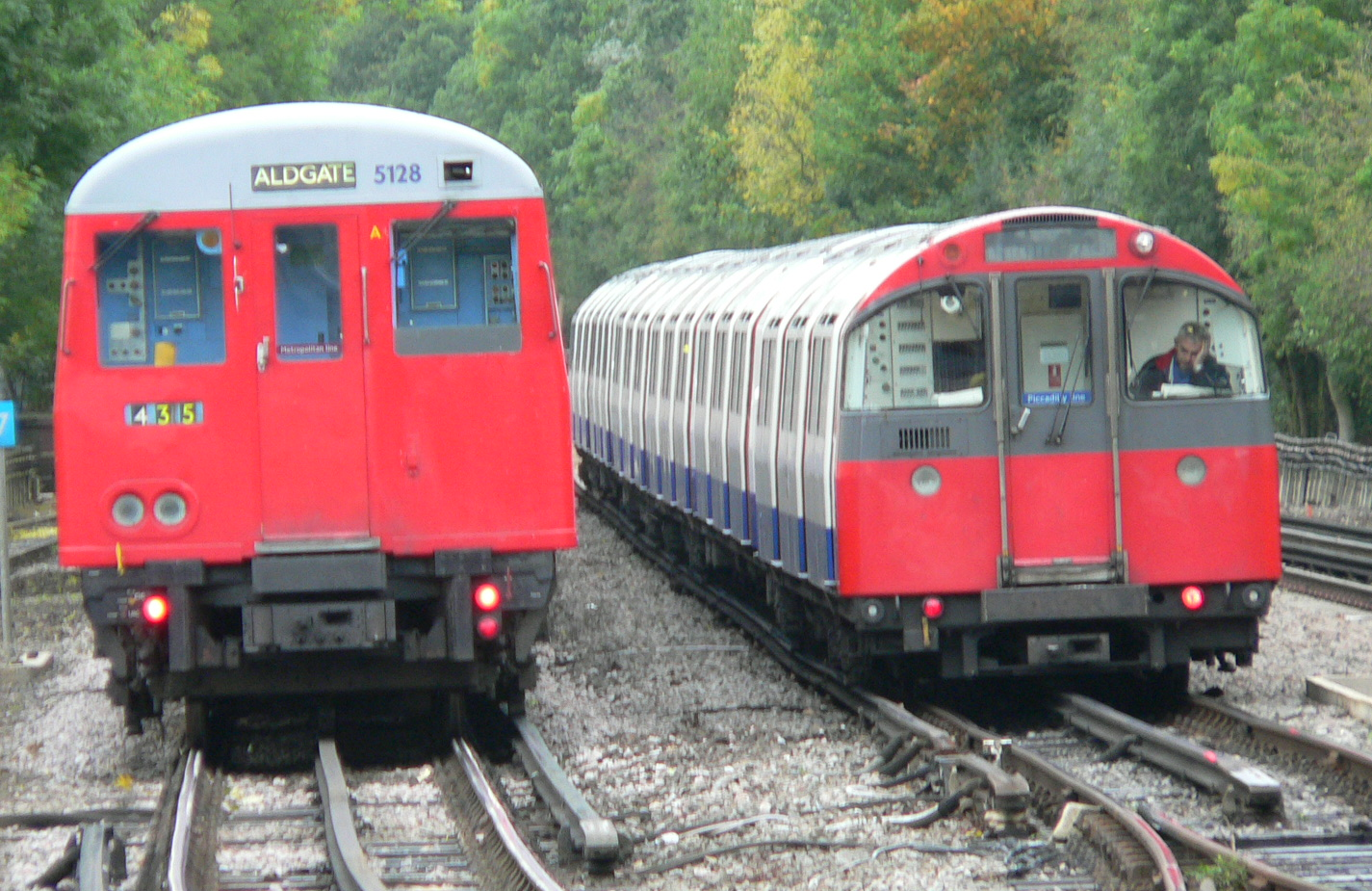
Carruagens do Metropolitano de Londres em dois tamanhos: trens ou comboios mais largos para as linhas de superfície, e menores para as subterrâneas

As linhas do Metropolitano de Londres podem ser classificadas em dois tipos: linhas de pouca profundidade (ou mesmo à superfície) e linhas de grande profundidade. As linhas de pouca profundidade (ou superficiais), foram feitas através do método cortar-e-tapar, com as faixas/vias, a cerca de 5 metros da superfície. As linhas de maior profundidade encontram-se a cerca de 20 metros abaixo da superfície (embora este facto varie consideravelmente em alguns pontos da cidade). Estas linhas encontram-se num emaranhado de túneis, onde em cada um, existe apenas uma via para trens/comboios (isto é, para cada linha existem dois túneis, cada um para o lado oposto do outro). Estes túneis podem ter o pequeno diâmetro de apenas 3,65 m. O diâmetro dos túneis é assim consideravelmente mais pequeno do que as linhas superficiais. Linhas de ambos os tipos normalmente surgem sobre a superfície exterior da área central.
Enquanto as linhas do metropolitano são na sua maioria autocontidas, as linhas do subsolo fazem parte de uma rede de linhas interligadas: cada faixa é partilhada por pelo menos duas linhas diferentes. O arranjo do subsolo é similar ao do Metropolitano de Nova Iorque, onde também existem linhas que partilham trilhos/carris.

#### Plano das Linhas
Em 1933, Harry Beck, um empregado da Transport for London, desenhou um roteiro esquemático do Metropolitano de Londres. Beck foi o criador deste género de mapas de rede, que ainda hoje são utilizados. Nestes mapas o passageiro não precisa saber exactamente a posição geográfica das estações para programar as suas viagens. Apenas a topologia da rede, ou seja, a relação espacial de conectividade entre estações, é crucial.
A ideia foi usar um esquema semelhante à concepção aplicada a circuitos eléctricos. Beck aperfeiçoou a sua ideia: o plano consistia apenas das estações marcadas, unidas por linhas rectas horizontais, verticais ou diagonais, executando ângulos de 45º. Inicialmente a Transport for London mostrou-se pouco receptiva em relação ao plano de Beck e olhou para ele como uma recreação de um simples passatempo. No entanto, o plano foi proposto numa pequena edição impressa distribuída pelos passageiros. Foi imediatamente um grande êxito e tem sido até à data utilizado quer como um mapa em tamanho de cartaz, quer como companheiro de viagem útil.
O design do mapa do Metropolitano de Londres é hoje um símbolo de Londres propriamente dita, e vendem-se muitos objectos com a sua imagem impressa (t-shirts, postais, canecas e outras lembranças). O artista inglês Simon Patterson substituiu na sua obra The Great Bear, a partir do ano 1992, os nomes das estações por nomes de cientistas, filósofos, santos e outras celebridades. A imagem encontra-se actualmente na Tate Modern.
Ao longo dos anos, deram-se várias alterações ao projecto inicial. Sobretudo pelo problema da transferência das linhas férreas para a superfície, que representaram para Beck alguns problemas que nunca poderiam ser resolvidos. Hoje usam-se linhas individuais de cores diferentes. As extensões de rede (como por exemplo a Jubilee line) sempre foram integradas no mapa original.
O design de Beck é mundialmente conhecido por muitos outros operadores de transportes, numa forma similar, por exemplo, nos metropolitanos de Berlim, Paris ou Tóquio. Mesmo para outros tipos de transporte este conceito é adequado e foi adaptado.
Três sistemas que não pertencem ao Metropolitano de Londres também estão exibidos no roteiro. Um deles é o do Docklands Light Railway, um sistema de metropolitano ligeiro, totalmente automatizada, na antiga zona portuária; outro é o London Overground, um outro sistema de metropolitano ligeiro, outro é o Crossrail, um sistema de metropolitano expresso, formado pela Elizabeth line.

### Material em circulação e eletrização

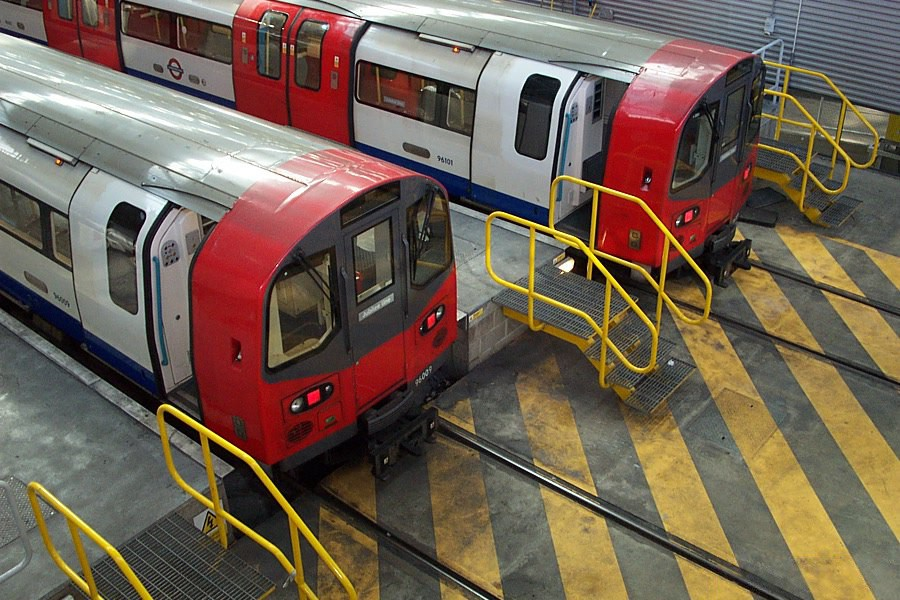
Carruagens de 1996 na Stratford Market Depot

O Metropolitano de Londres utiliza carruagens e outro material circulante construídos entre 1972 e 2005. O material circulante nas linhas de pouca profundidade e de superfície é identificado por uma letra (tal como o Material A, usado nas linhas de metropolitano), enquanto que o material que circula nos túneis mais profundos (os túneis mais pequenos, em forma de tubo) é identificado pelo ano em que foi desenhado (por exemplo as carruagens de 1996 usadas na Jubilee line). Todas as linhas utilizam apenas um tipo de carruagens, à excepção da District line, que usa tanto material de tipo C como D. Dois novos tipos de material estão actualmente a ser desenvolvidos, sendo eles as carruagens de 2009, para a Victoria line e as carruagens tipo S para todas as linhas de pouca profundidade e/ou de superfície, sendo que as carruagens de tipo A serão as primeiras a ser substituídas. Ambos os dois tipos de carruagens deverão iniciar funções já em 2009. Além das unidades múltiplas elétricas descritas acima, existe a engenharia circulante, tais como o lastro dos trens/comboios e os travões dos vagões, identificados por uma carta de número 1/3.
O Metropolitano de Londres é um dos poucos no Mundo que utiliza um sistema de quatro trilhos ou carris. O trilho ou carril adicionado carrega a energia eléctrica, que retorna, e as redes ferroviárias são asseguradas pelo funcionamento dos carris. No Metropolitano de Londres, o contacto de topo com o terceiro trilho ou carril é ao lado do trilho ou carril, com energia de +420 V DC, no contacto de topo do quarto trilho ou carril está centralizado entre os trilhos ou carris pelos quais as carruagens circulam, com -210 V DC, que combinados, estão programados para fornecer um total de 630 V DC de energia.
Nos casos em que as linhas são partilhadas por mais do que uma linha independente (uma das 12 linhas do sistema) que utiliza o terceiro sistema de trilhos ou carris, o terceiro trilho ou carril é ligado/funciona a +630 V, e o quarto trilho ou carril a 0 V DC.

### Climatização
No Verão as temperaturas em algumas partes do Metropolitano do Londres podem tornar-se muito desconfortáveis devido à sua profundidade e devido aos seus túneis mal ventilados: temperaturas altas (como 47 °C), foram registadas durante a onda de calor de 2006 na Europa. Ao longo da rede de metropolitano londrina existem cartazes/anúncios, que devem ser observados, aconselhando os passageiros que andem sempre com uma garrafa de água, de modo a se manterem mais frescos e evitarem situações de emergência. De notar que nos atentados no Metropolitano de Londres, a 7 de Julho de 2005, uma das principais preocupações durante os resgates eram as altas temperaturas que se faziam sentir. Foram emitidas ordens para abrir várias portas do Metropolitano de Londres, para permitir a circulação do ar, o que mesmo assim não evitou um elevado número de vítimas devido ao calor.

### Investimentos previstos e expansão

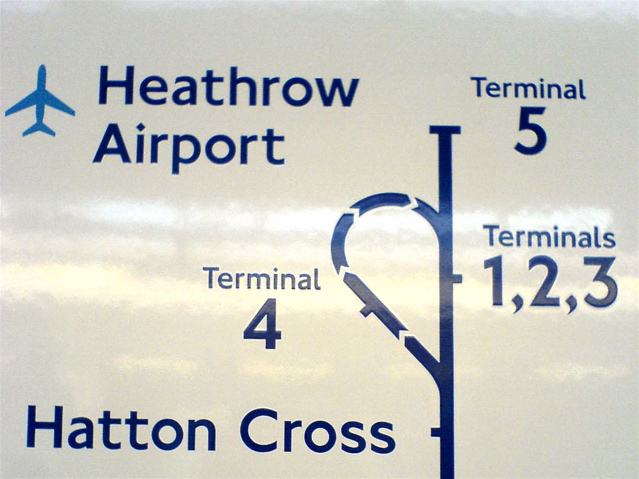
Um diagrama na estação de Ealing Common, que mostra o final da Piccadilly line no Aeroporto Heathrow

Há muitos projectos, planos e investimentos para o Metropolitano de Londres. Uma estação nova abriu na Piccadilly line, a Heathrow Airport Terminal 5 station, a 27 de março de 2008, e foi feita assim a primeira expansão do sistema desde 1999. Cada linha está a ser modernizada para promover capacidade e reabilitação, com novos sistemas de sinalização automáticos, Automatic Train Operation (ATO), substituição dos carris e restauração das estações e, onde for preciso, novas carruagens. Um programa de investigação para arrefecimento do Metropolitano de Londres através de águas subterrâneas teve lugar na estação de Victoria, em 2006 e 2007. Este estudo teve como objetivo determinar se um sistema deste tipo seria viável e eficaz numa utilização generalizada. Foi feito outro estudo sobre a rede para celulares ou telemóveis na Waterloo & City line, que visava saber se uma extensão da captação de rede para celulares ou telemóveis era viável para toda a rede do Metropolitano de Londres. Apesar de não fazer parte do Metropolitano de Londres, o Crossrail oferece uma nova rota na parte central de Londres, integrada na rede do metropolitano.

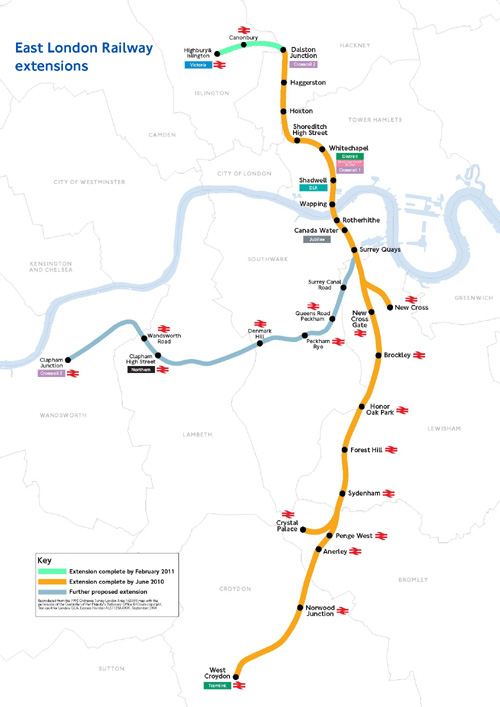
Expansões da East London line, inclui as fases 1 e 2

A proposta para a longa Chelsea-Hackney line, que está prevista entrar em funcionamento em 2025, fará parte do Metropolitano de Londres, o que quer dizer que irá dar à rede uma nova linha que ligará o nordeste ao sul (referindo-se apenas à cidade de Londres), para promover mais mudanças internas com outras linhas e que viria também aliviar um pouco a sobrelotação nas outras linhas. Contudo, este projecto continua ainda em stand-by. Foi proposta pela primeira vez em 1901, e continua em estudo desde então. Em 2007, a linha passou para o domínio da Cross London Rail Ltd, a actual promotora do Crossrail. Por isso, a linha deverá fazer parte da rede do Metropolitano de Londres ou da rede do London National Rail. Existem, como é evidente, vantagens e desvantagens para ambos.
O Croxley Rail Link propôs desviar a Metropolitan line em Watford, na estação de Watford Junction, ao longo e através de linhas férreas inutilizadas. O projecto aguarda financiamento do Hertfordshire County Council e do Department for Transport, e redime-se ainda apenas a uma fase de proposta.
Quando foi Mayor de Londres, Boris Johnson, sugeriu em expandir a Bakerloo line para Lewisham, como parte integrante do projecto que visa a estender o Metropolitano de Londres ao lado sul do rio Tamisa, lado esse que possui apenas algumas estações.
A partir de dezembro de 2009, a Circle line passou a efectuar serviços até Hammersmith, utilizando e partilhando os mesmos caminhos-de-ferro com a Hammersmith & City line. O novo serviço é executado a partir/desde Hammersmith até à Estação de Edgware Road, onde faz um único ciclo de volta para Edgware Road.
A East London line se expandiu em duas fases distintas. A primeira fase incluiu a expansão da linha para norte de Whitechapel até Highbury & Islington, e para sul da estação de Crystal Palace à estação de West Croydon. Para a segunda fase, que foi aprovada, a correr para oeste, para a estação de Clapham Junction. De acordo com a Transport Briefings, o Mayor de Londres Boris Johnson "terá dito que ele iria fazer de tudo para que todos os projectos para a East London line fossem cumpridos, principalmente a fase 2". Em 2007, o parlamentar Martin Linton veio dizer que com as fundações da segunda fase já lançadas seria possível que a fase 2 estivesse acabada antes dos Jogos Olímpicos de Verão de 2012, altura em que o sistema de transportes tem um dos seus maiores testes de sempre.

## Viagem

### Bilhetes

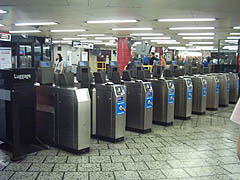
Exemplo de uma entrada do Metropolitano de Londres

O Metropolitano de Londres utiliza os famosos Travelcards por zonas da TpL para calcular tarifas. A Grande Londres está dividida em 6 zonas; a Zona 1 é a mais central de todas, com fronteira logo atrás da Circle line, e a Zona 6 é a mais exterior e inclui ligação ao Aeroporto de Heathrow. As estações que se encontram na Metropolitan line, fora de Londres (ou seja, para lá da zona 6), estão entre as zonas 7, 8 e 9.
Mais recentemente, a TpL introduziu o Oyster card, um cartão inteligente (smart card) com um chip RFID embebido, que os viajantes podem obter carregando com crédito (dinheiro), e usar para pagar a viagem (quando o viajante passa o cartão nas máquinas, é retirada uma quantia; esta é uma das várias maneiras de o Oyster card funcionar). Como os bilhetes de viagens, os Oyster cards podem ser utilizados em quase todos os transportes de Londres (Metro, autocarros, eléctricos e no Docklands Light Railway). O Oyster card é mais barato do que os bilhetes a dinheiro, ou mesmo do que os antigos cartões magnéticos de viagem, e o Metropolitano de Londres encoraja cada vez mais passageiros a usar o Oyster card em vez dos bilhetes normais de viagem e a baixar (nos autocarros), significativamente os preços, implementando assim, uma grande diferença entre o Oyster card e os cartões normais. Os Oyster-based Travelcards podem ser usados no National Rail, em toda a Grande Londres. Pay as you go (pague conforme vá), está disponível numa restrita, mas em crescimento, num largo número de destinos.

#### Oyster Card

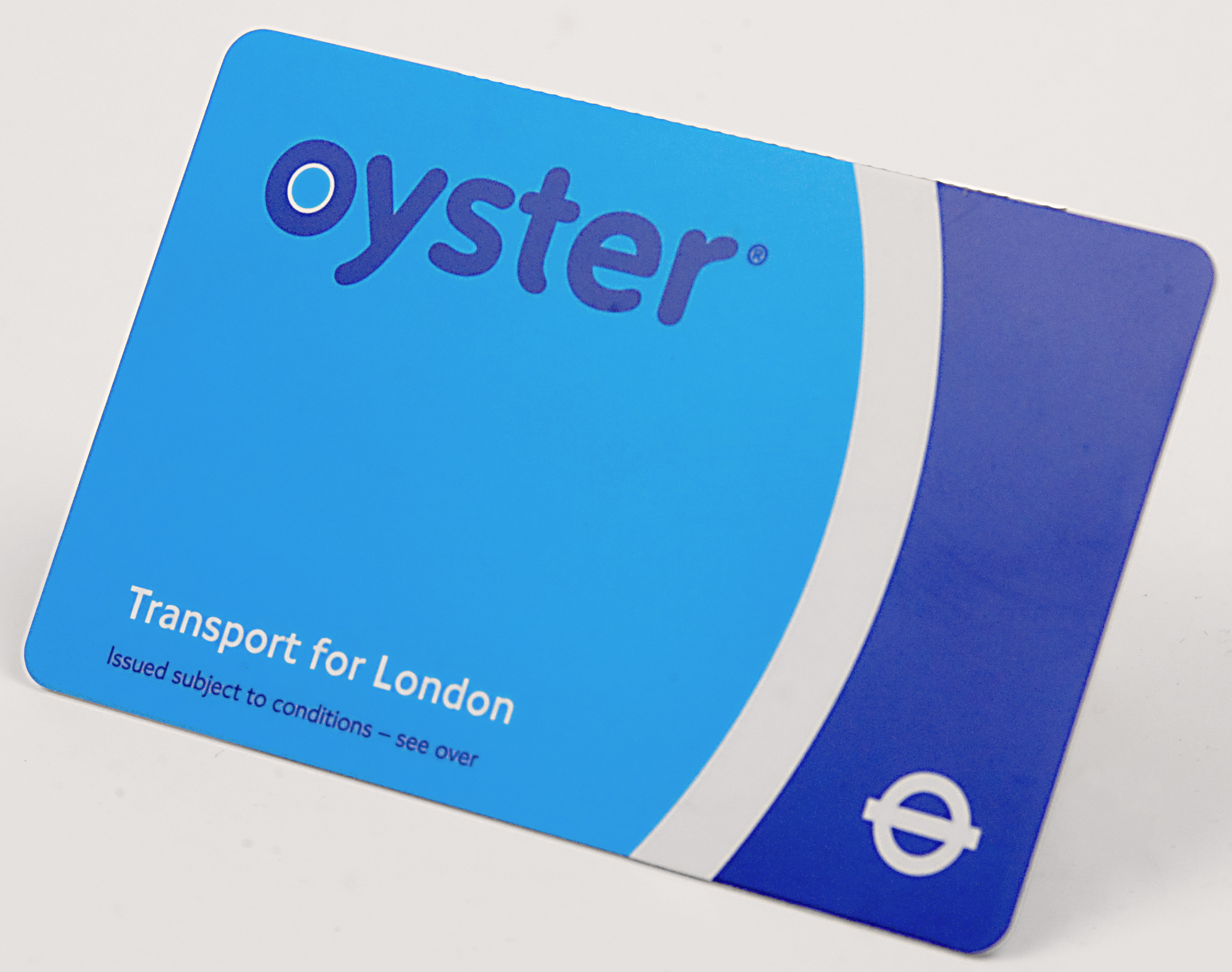
Oyster Card do Metropolitano de Londres (passe)

O Oyster Card é um cartão de plástico azul com um chip RFID para equipamentos contactless de leitura. Existem várias possibilidades:
- Travel Card (como um bilhete de época, válido a partir de 1 semana para determinadas zonas tarifadas)
- Pay-as-you-go: paga-se após a conclusão de um percurso, o montante deduzido.

O pay-as-you-go traz aos passageiros a opção de poupanças substanciais ao longo do tempo em que o bilhete se encontra impresso. Os passageiros devem são incentivadas pelo telemóvel sobre o Oyster Card (que é o suficiente, o Oyster card sobre o "scanner" para manter) a ser usado. Isto reduz especialmente as longas filas nas bilheteiras, das barreiras e reduz também o número de funcionários.

#### Penalizações de tarifas e evasões

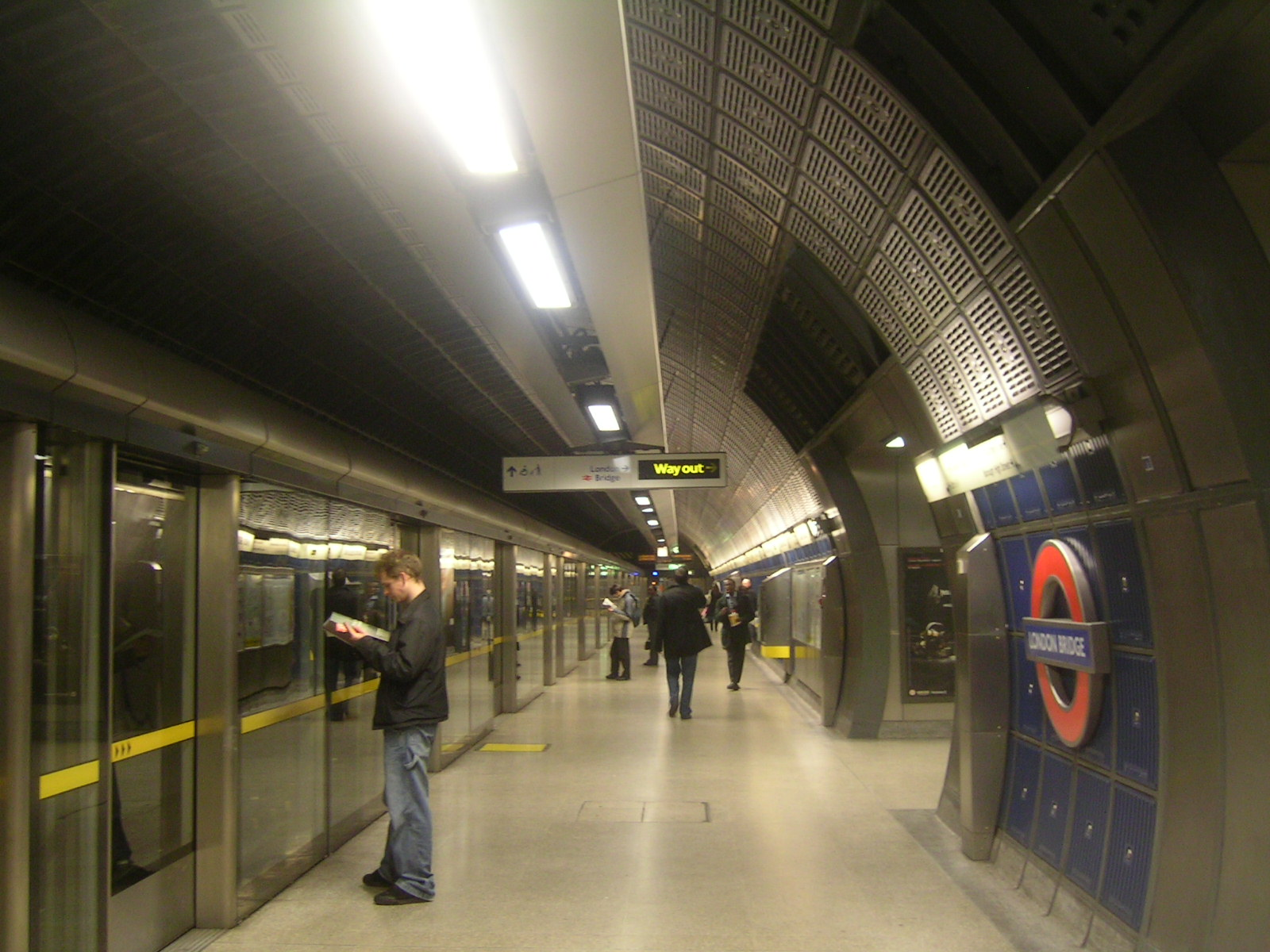
Plataformas da Jubilee line (London Bridge station)

Para além dos automáticos e seguros portões de bilhetes do Metropolitano de Londres, o metropolitano é constantemente vigiado/patrulhado por grupos de dois fiscais de bilhetes, devidamente fardados, que andam sempre com uma máquina de leitura, para os Oyster cards. Os passageiros que sejam apanhados a viajar sem bilhete para toda a sua viagem, são intimados a pagar pelo menos £ 20 de multa/penalização e podem ser, ao abrigo da Regulation of Railways Act 1889, processados e condenados a pagar até £ 1 000 ou apanharem três meses de prisão. Para portadores de Oyster cards pré-pagos, os que no início da sua viagem não derem baixa daquela mesma viagem, serão multados com a tarifa máxima (£ 4, ou £ 5 nalgumas estações do National Rail), e posteriormente, terão que dar na mesma baixa daquela viagem. Além disso, os portadores de Oyster cards, que falhem o toque, e que isso seja detectado a meio de uma viagem por um inspector, terão que pagar uma multa de £ 20. Não será aplicada uma taxa de £4 ao seu destino, neste caso, o inspector deverá aplicar uma exit token ao cartão da pessoa.
Enquanto as condições de transporte exigem do passageiro um toque à entrada e outro à saída, no caso de este ter a sua viagem totalmente paga, mas não ter passado o cartão nas máquinas, não deverá ser aplicada nenhuma multa ao portador de tal cartão. Nem as condições de transporte ou a Schedule 17 da Greater London Authority Act 1999, que explica quando e como as multas e penalizações devem ser aplicadas, permitia uma emissão de uma taxa de penalização para um passageiro que já tenha pago a correcta tarifa para a sua viagem.

### Acessibilidade

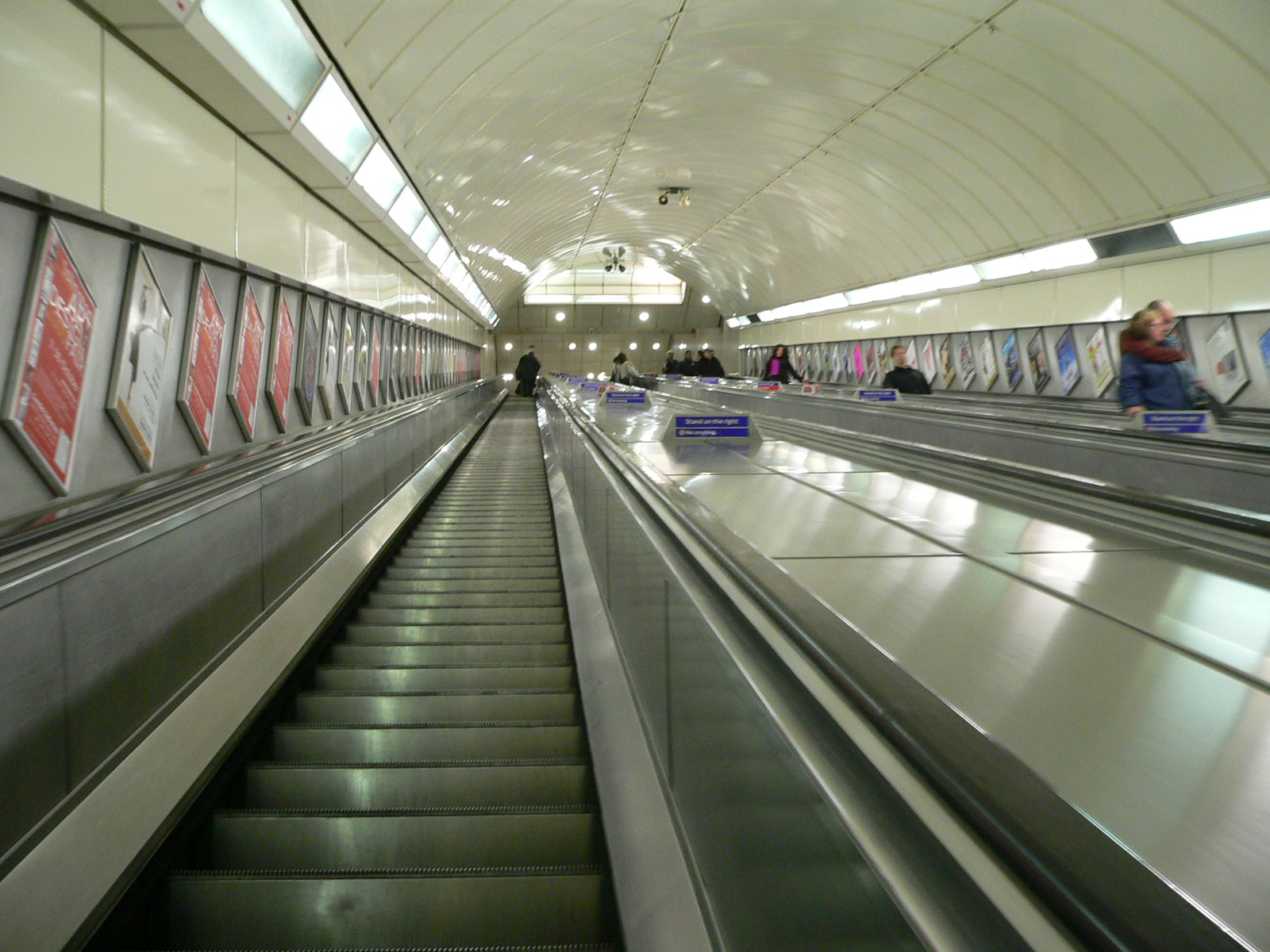
A escada rolante da Estação de Angel tem 163m de comprimento e é a maior do Metropolitano de Londres e ao mesmo tempo da Europa

A acessibilidade para pessoas com mobilidade reduzida não foi pensada quando da construção da maior parte da rede do metropolitano, e, sendo assim, as estações mais antigas são todas praticamente inacessíveis a pessoas com mobilidade reduzida. As estações mais recentes foram desenhadas para proporcionarem acessibilidade, mas implementar um sistema de acessibilidade nas velhas estações do Metropolitano de Londres é um processo muito caro, tecnologicamente difícil e provavelmente impossível. Mesmo quando existem escadas rolantes ou elevadores, a acessibilidade continua sempre reduzida, porque existem sempre degraus entre os elevadores e/ou as escadas rolantes para se aceder às plataformas de embarque.
A maior parte das estações de superfície têm, no mínimo, pequenas rampas que permitem o acesso ao nível da rua, e da rua à estação, e a grande maioria das estações subterrâneas exigem a utilização de escadas. Algumas necessitam do uso de escadas rolantes 410 (que se deslocam a 44 m por minuto o que equivale a 3 km/h. Existem ainda grandes distâncias e degraus mais longos até se chegar às plataformas. As escadas de emergência na Estação de Covent Garden têm 193 degraus (o equivalente a escalar um edifício de 15 andares) para alcançar a saída, por isso os passageiros são avisados para utilizar os elevadores, uma vez que subir as escadas pode ser mais perigoso.
As escadas rolantes do Metropolitano de Londres estão entre as mais compridas da Europa, e todas são de construção habitual. A escada rolante mais comprida de toda a rede situa-se na Estação de Angel, com um comprimento de 60 m e um pé-direito de 27,5 m. As mesmas funcionam 20 horas por dia, 364 dias ao ano, com 95% operacional a qualquer altura e com capacidade de transportar 13 mil passageiros por hora. No Metropolitano de Londres, através de uma convenção e de sinalização, é possível observar várias formas de "facilitar" a vida a quem anda no metro. Uma delas é que quem não quiser subir as escadas rolantes a pé deverá ficar do lado direito do corredor dessas mesmas escadas, para que pela esquerda passem todos aqueles que têm mais pressa. Este facto é levado muito a sério pelos utilizadores do Metropolitano de Londres.
A TpL produz um mapa onde é possível observar quais são as estações que possuem uma melhor acessibilidade. Desde 2004 existe nos mapas da rede e das linhas um símbolo (uma cadeira de rodas) para indicar que estações têm um acesso da rua até à plataforma e vice-versa, para quem tenha mobilidade reduzida. A altura do degrau da plataforma para o comboio tem 300 mm de altura, e, como se não bastasse, existe geralmente um espaço, por vezes de tamanho considerável, entre a carruagem e a plataforma (geralmente, o espaço é maior quando a plataforma é curva). A Jubilee Line Extension é a única que tem em todas as suas estações acessibilidade geral a deficientes.
Os planos da TpL preveem que por volta de 2020 existam pelo menos 100 estações com acessos a pessoas de mobilidade reduzida em toda a rede do metro (estações novas ou restauradas), e em várias estações suburbanas com elevada procura, juntamente com as chamadas estações chave que serão reconstruídas. Estas estações chave foram escolhidas face ao número de passageiros que as usam, contando ainda o potencial nas trocas de linhas e a sua dispersão geográfica. Isto permite que pelo menos 75% das viagens tenham oferta para pessoas de mobilidade reduzida.
Também por toda a rede existem pequenas caixas de contacto que permitem aos clientes efectuar uma chamada gratuita directamente para um centro de ajuda do Metropolitano de Londres. Até 2015, várias estações de várias linhas receberão melhoramentos, no âmbito de proporcionar uma viagem mais facilitada, para quem tem a vida mais condicionada em termos motores, ou de sentidos, assim como a instalação de mais centros de ajuda de apoio ao cliente.

### Sobrelotação
A sobrelotação do sistema é desde há muitos anos motivo de preocupação. A maioria dos passageiros, especialmente nas horas de ponta matinais, está habituada a essa sobrelotação. As estações que em particular enfrentam este problema são Camden Town e Covent Garden, que têm acessos restritos a determinadas horas. As restrições são introduzidas noutras estações quando necessário. Muitas foram reconstruídas para lidar com o problema da sobrelotação do sistema, com Clapham Common e Clapham North na Northern line a serem as últimas com uma plataforma e com uma faixa estreita de ambos os lados. Em ocasiões particulares de grande afluência, como por exemplo, os jogos de futebol, a British Transport Police (polícia responsável apenas pela segurança dos transportes de Londres) está sempre presente, para lidar e ajudar com os problemas da sobrelotação.
A 24 de Setembro de 2007, a estação King's Cross fechou perante uma afluência anormal. Algumas estações são fechadas ou é organizada uma saída única nas estações para "combater" a sobrelotação nas horas de pico. Em algumas alturas, os comboios simplesmente não param nas estações que estejam com problemas de sobrelotação, e vão para a estação mais próxima, a curta distância. O problema também pode ser evitado ao recusar passageiros temporariamente, quando estes passam das máquinas de bilhetes para as plataformas (uma maneira de não encher as plataformas).
De acordo com o relatório de 2003 da House of Commons, os passageiros são obrigados a viajar num trauma diário e em condições intoleráveis.

### Segurança

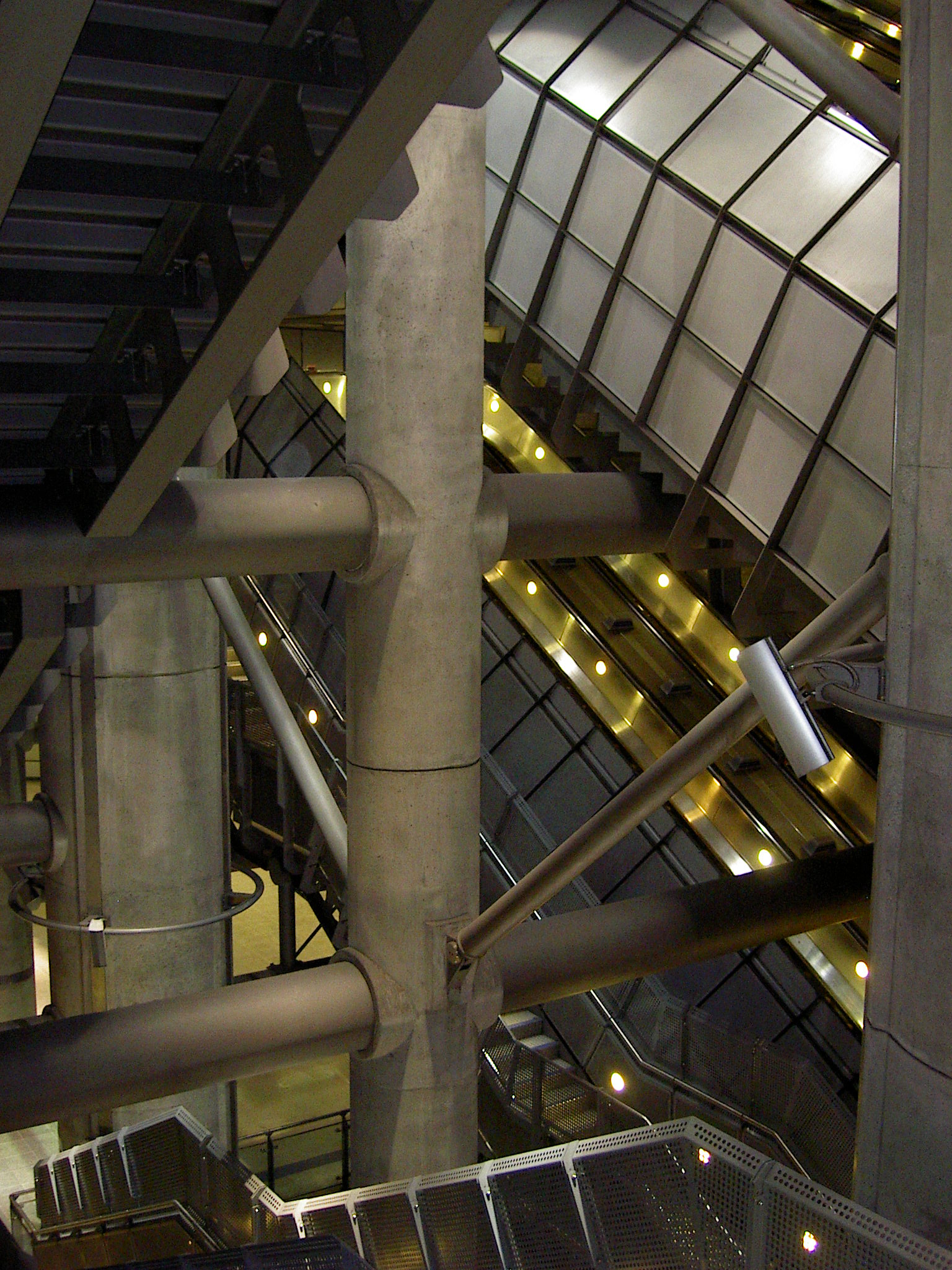
Estação de Westminster — estruturas extensas e robustas são necessárias para suportar a Portcullis House que fica por cima da estação

São raros os acidentes na rede de metropolitano de Londres, que transporta mais de mil milhões de passageiros por ano: as estatísticas dizem que ocorre apenas um acidente fatal a cada 300 milhões de viagens efectuadas. Existe uma vasta gama de avisos e dicas que são dadas regularmente aos passageiros do metropolitano, como o famoso anúncio Mind the Gap (atenção ao espaço entre o comboio e a plataforma), e o regular aviso via áudio para as pessoas se manterem atrás da linha amarela (linha de segurança, que indica às pessoas para não se aproximarem demasiado da borda da plataforma). Relativamente, poucos acidentes são causados pela sobrelotação das plataformas, e monitores nas plataformas e passagens ocupadas, algumas vezes, previnem as pessoas de entrar no sistema, se ele estiver sobrelotado.
A maior parte das mortes no Metropolitano de Londres são suicídios. A maioria das plataformas que se encontram na parte mais profunda do metropolitano têm poços, originalmente construídos para drenagem da água das plataformas; estas construções acabam por involuntariamente salvar vidas, quando um passageiro cai à linha, ou se atira para a frente de um comboio.
Apesar de tudo o que já ocorreu no sistema de metropolitano londrino, este é considerado um dos mais seguros de todo o Mundo. Ao longo do tempo, vários planos de segurança foram criados e melhoras, prevenindo assim que acidentes que ocorreram no passado, não tivessem sido piores ainda, nem que se voltem a repetir.

#### Atentados
O Metropolitano de Londres sofreu vários incidentes ao longo da sua história. O mais grave deles ocorreu em 2005, quando morreram 52 pessoas num atentado terrorista que ficou conhecido por Atentado em Londres de 7 de julho de 2005.

#### Fumar
Fumar no sistema de metropolitano londrino não é permitido em nenhum lugar. Esta proibição foi imposta depois do incêndio de King's Cross (na estação mais movimentada do sistema) em 1987, fogo este causado por um fumador.

### Acção Industrial
Como muitos passageiros viajam no Metropolitano de Londres todos os dias, as greves ou acções industriais sobre/contra a rede de metro têm um impacto muito grande em Londres. Podem também ter impacto sobre a economia de Londres. A gerência do Metropolitano de Londres e os sindicatos ferroviários alegam estar sob alta pressão, por parte do trabalho público, de empresas privadas e organismos governamentais.
Acções de greve contra o Metropolitano de Londres, costumam ocorrer por uma série de razões, incluindo a saúde, a segurança, as condições de trabalho e níveis salariais.

## Imagem
O mapa da rede do Metropolitano de Londres, feito pela TpL, e o logótipo circular, com uma faixa no meio, são imediatamente reconhecidos, por qualquer londrino, por quase todos os britânicos, e um pouco por todas as pessoas fora do país. Os mapas originais (iniciais) eram basicamente os mapas das ruas de Londres, com as linhas do metropolitano sobrepostas aos mesmos, e o mapa standard foi criado pelo engenheiro eléctrico e designer gráfico Harry Beck, em 1931. Virtualmente, todos os sistemas de metropolitano espalhados pelo Mundo, têm um mapa e layout do mesmo género que o de Londres, e muitas companhias de autocarros, adoptaram o mesmo conceito. As licenças da TpL, para a venda de roupa, com os seus símbolos gráficos (o mapa da rede, o logótipo, etc.) podem ser adquiridas; no entanto, quem não as tiver, e vender objectos com o logótipo ou o mapa da rede de Metropolitano de Londres, apanhará uma acção judicial, que se pode ficar apenas pelo pagamento de uma multa, ou pode chegar mesma a uma pena de prisão. Apesar de tudo isto, muitas cópias ilegais continuam a ser feitas e vendidas por todo o Mundo. O anúncio mind the gap, ouvido nalgumas estações, também ficou como uma marca, e é das frases mais associadas ao metro da cidade.

### Logótipo

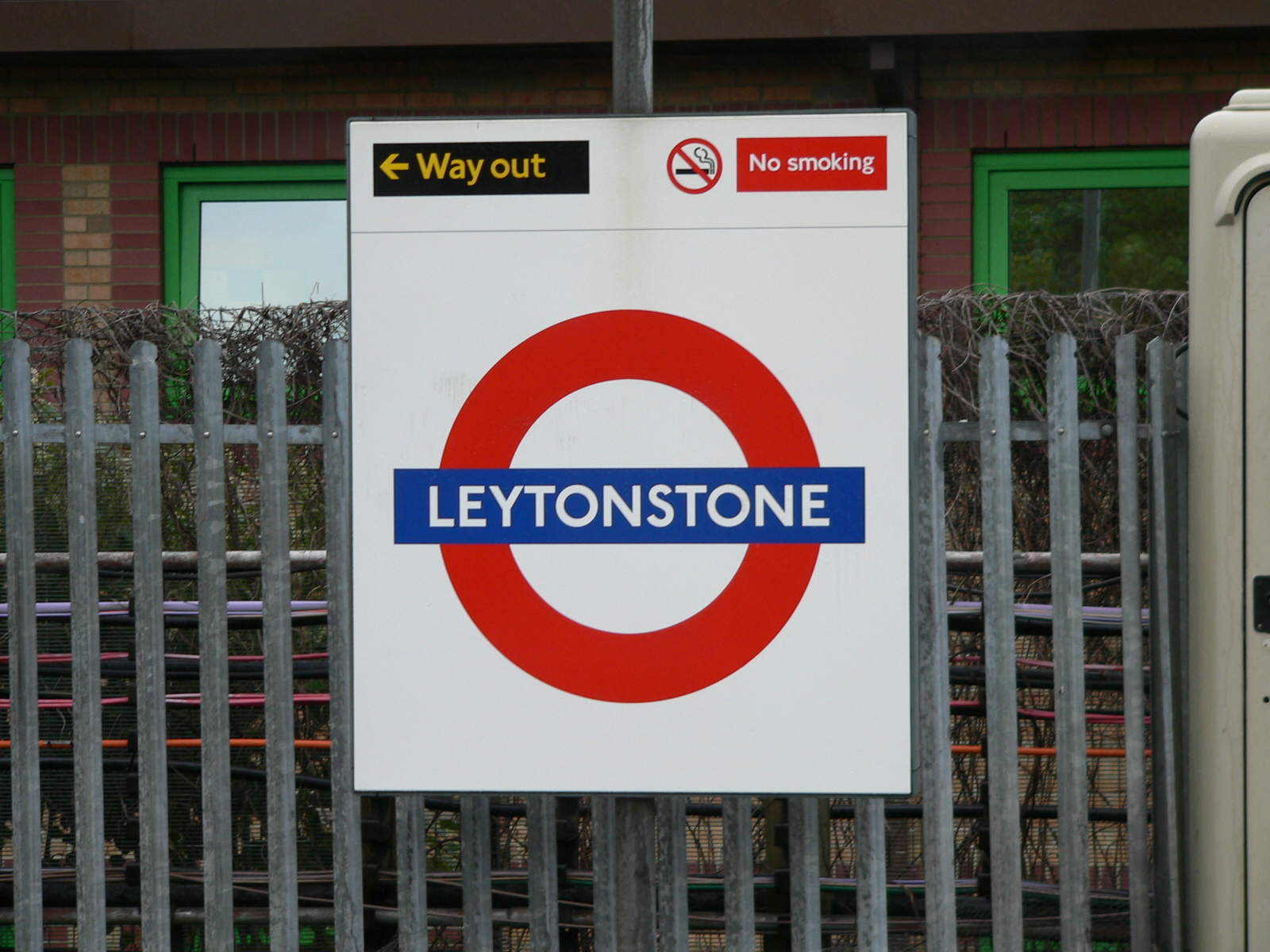
O uso do círculo, com o nome da estação na barra azul, data de 1908. O círculo visto acima, pode ser visto na Estação de Leytonstone

As origens da insígnia ou roundel, nos primeiros anos, conhecida como bulls-eye ou target, são obscuras. Enquanto que o primeiro uso da insígnia feito no contexto de um transporte londrino foi no século XIX, como símbolo da London General Omnibus Company - um círculo com uma barra a atravessar o seu meio, expondo/intitulando-a com a palavra GENERAL — a sua utilização no Metropolitano de Londres foi decidida em 1908, para tornar mais fácil (para ser uma maneira mais óbvia), de iluminar o nome de uma estação, numa plataforma. O círculo vermelho, com uma barra, foi rapidamente adoptado com a palavra "UNDERGROUND", inserida/escrita na barra, como uma primeira identificação da companhia. No entanto, poucos anos mais tarde, o logótipo foi novamente alterado, em 1919, e o Metropolitano de Londres decide chamar o artista Edward Johnston para realizar a tarefa.
Cada estação dispõe do logótipo em forma de círculo do Metropolitano de Londres (sem excepção), contendo sempre o nome na barra central (azul, no caso do metropolitano). Estas, por sua vez, estão localizadas na entrada das estações, e ao longo da plataforma, tornando assim possível um fácil e rápido visionamento de qual é estação a que os passageiros estão a chegar.
O logótipo é usado pelos autocarros e pelo metropolitano há muitos anos, e desde que a TfL assumiu o controlo de todos os meios de transporte de Londres (táxis, bondes ou eléctricos, o Docklands Light Railway (DLR), etc.), o logótipo foi instaurado em todos eles, porém com pares de cores diferentes, por exemplo, no metro as cores são o vermelho e o azul; nos transportes fluviais, quer o círculo quer a barra são azuis, porém com tons diferentes; nos ônibus ou autocarros, a cor do círculo e da barra são iguais e do mesmo tom, vermelho, e assim sucessivamente. O logótipo, que no início já era associado à cidade de Londres, tornou-se ainda mais forte, com a sua expansão a outros transportes, e hoje em dia, já é visto como um símbolo de Londres.
A comemoração dos 100 anos do logótipo em 2008 fez com que a TfL expusesse 100 trabalhos sobre o seu design.

### Mapa
Os mapas originais do Metropolitano de Londres eram feitos a partir da sobreposição das linhas sobre um mapa das ruas de Londres. Além de serem mapas visualmente muito complexos, a representação tinha problemas de espaço, pois as estações centrais estavam muito próximas entre si, e as linhas, por sua vez, estavam muito juntas umas às outras.
O atual estilo do mapa do Metropolitano de Londres evoluiu do design criado pelo engenheiro eletrotécnico Harry Beck em 1933. É caracterizado pela sua apresentação geograficamente não rigorosa (baseada em diagramas de circuito) e pelo uso de um código de cores para as suas linhas.
O mapa é agora considerado um clássico do design; virtualmente, todas as grandes redes de transporte, por todo o mundo, têm um mapa inspirado no do Metropolitano de Londres, e muitas companhias de transportes também adoptaram o conceito para as suas carreiras ou frotas.
Há muitas referências ao mapa no mundo cultural, incluindo brincadeiras na utilização das estações com outros nomes, particularmente em anúncios espalhados por Londres para produtos e serviços diversos.

### Mind the Gap
"Mind the Gap" (na sua tradução literal: Cuidado com o espaço), é um aviso para os passageiros dos trens ou comboios do Metropolitano de Londres, para o vão, às vezes considerável, entre a carruagem e a plataforma da estação, que lhe trouxe grande notoriedade e em parte tão típico de Londres, tal como os ônibus ou autocarros de dois andares da cidade. Foi introduzido pela primeira vez em 1969 numa estação da North London line, devido ao fato de a distância entre a carruagem e a plataforma da estação ser grande. Outras linhas com grandes espaços entre as carruagens e as plataformas são a Bakerloo line e a Central line. Logo na primeira versão do anúncio, a gravação foi feita em digital, e foi efetuada por Peter Lodge, num tom de voz afinado e seco.
A expressão Mind the Gap, é apenas uma parte do aviso, o aviso total é: Please, mind the gap between the train and the platform! (Por favor, tenha atenção ao vão entre o trem/comboio e a plataforma). A ideia acabou por ser copiada por outros sistemas de metropolitano, nunca chegando a atingir a proporção que o simples aviso tem no Metropolitano de Londres. A indústria já fornece numerosos acessórios de lembranças (t-shirts, canecas, sacos, roupa interior, porta-chaves, etc.) com a escrita destas três simples palavras, geralmente inseridas no símbolo do Metropolitano de Londres (o círculo vermelho com uma barra azul). A banda techno Scooter inspirou-se para o seu novo álbum no anúncio.
Além do anúncio sonoro, as plataformas do Metropolitano de Londres, também têm, na sua borda (no espaço de segurança), a expressão Mind the Gap inscrita no chão. Porém, a colocação destes anúncios ao nível do chão, apenas foram colocados em 2003, depois de uma nova gravação do anúncio sonoro, este gravado pela comentadora Emma Clarke, de 36 anos, falando num tom elegante, leve e seco.

### Tipografia
Edward Johnston desenhou em 1916, o distintivo tipográfico sans-serif. A tipografia continua a ser usada ainda hoje, no entanto foi substancialmente modificada em 1979 por Eiichi Kono na Banks & Miles para produzir a "New Johnston". É notada pela curva no fundo do l em minúsculo, que outros tipógrafos sans-serif descartaram, e para o ponto em forma de diamante sobre as minúsculas i e j, cuja forma aparece também no ponto final, e é a origem de outros sinais de pontuação. A TpL detém os direitos autorais e exerce controlo sobre a Nova Johnston, mas uma semelhança aproximada do distintivo existe no TrueType computador font Paddington, e os Gill Sans também tem inspiração na Johnston.

### Contribuição para as Artes

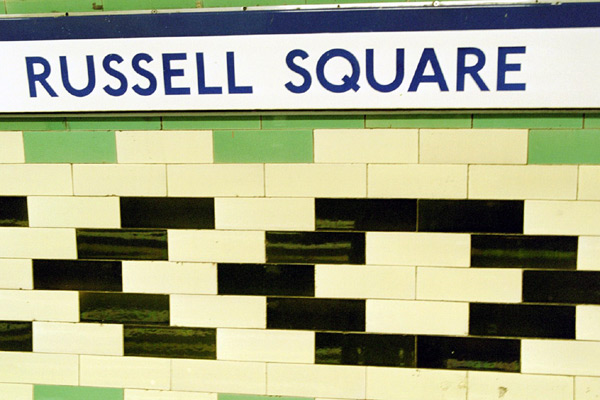
Painel de azulejos eduardianos, na estação de Russell Square

Atualmente, o Metropolitano de Londres apoia e contribui para as artes através dos seus dois projetos, Platform for Art (Plataforma para a Arte) e Poems on the Underground (Poemas no Metropolitano). Cartazes e outdoors (e no caso da estação de Gloucester Road, uma plataforma inteira), são "dadas" para trabalhos artísticos e poéticos para "criar um ambiente de impacto positivo e melhorar e enriquecer, as viagens dos passageiros".
O seu legado artístico emprega, desde 1920, muitos e famosos designers gráficos, ilustradores e artistas para os seus próprios posters de cariz publicitário. Designers, que produziram trabalhos para o Metropolitano de Londres, nos anos 20 e 30, incluem Man Ray, Edward McKnight Kauffer e Fougasse. Nestes últimos anos, o Metropolitano contratou artistas de topo para produzirem vários trabalhos para o Metropolitano de Londres. Destes últimos, destacam-se R. B. Kitaj, John Bellany e Howard Hodgkin.
Na arquitetura, Leslie Green desenhou um novo estilo para as novas estações do Metropolitano de Londres, do século XX, na Bakerloo line, Piccadilly line e na Northern line, que incluem padrões individuais de azulejos eduardianos, nas paredes das plataformas de embarque. Nos anos 1920 e 30, Charles Holden desenhou várias estações de tipo modernistas e art déco, o que faz com que o Metropolitano de Londres continue famoso. Holden's design para o edifício sede do metropolitano, na 55 Broadway, inclui esculturas avant-garde, de Jacob Epstein, Eric Gill e Henry Moore (sendo esta, a sua primeira comissão pública). Misha Black, foi a consultora de design escolhida para a Victoria line, nos anos 1960, contribuindo assim para uma aparência mais uniformizada entre as linhas do metro, enquanto as extensões da Jubilee line, nos anos 1990, com estações importantes, os trabalhos foram efetuados (desenhados), pelos arquitetos de renome Norman Foster, Michael Hopkins e Will Alsop.
Muitas estações têm design de interiores único, o que ajuda na identificação por parte dos passageiros. Muitas vezes as estações são decoradas com temas relacionados com o local onde se encontram. A estrutura da estação de Baker Street incorpora várias silhuetas repetidas de Sherlock Holmes, porque se encontra perto da casa do famoso detetive ficcional. No exterior da estação existe ainda uma estátua do detetive. Na estação de Tottenham Court Road há vários mosaicos semi-abstratos, da autoria de Eduardo Paolozzi, representando assim a grande indústria musical local, na Denmark Street. Nas plataformas da estação de Charing Cross, na Northern line, encontram-se murais da autoria de David Gentleman, onde é possível observar a construção da própria Charing Cross.

### Na cultura popular
O Metropolitano de Londres surgiu em vários filmes e séries de televisão, incluindo Sliding Doors, Tube Tales e Neverwhere. O Escritório Cinematográfico do Metropolitano de Londres recebe mais de 100 pedidos por mês para filmagens no sistema de transportes. Este transporte também marcou e marca presença no mundo da música, como por exemplo, na banda The Jam, com a música "Down in the Tube Station at Midnight" e na literatura, como por exemplo na grande obra literária V for Vendetta. Muitas das lendas criadas à volta do Metropolitano de Londres no passado são ainda hoje fortemente acreditadas por muitos. A lenda que mais marca o sistema do metropolitano é a que afirma que está assombrado.
Em 2007, após ter posto vários avisos no site, a artista que tratava dos anúncios via áudio no Metropolitano de Londres, Emma Clarke, viu vários contratos cancelados.
Os Amateur Transplants fizeram uma adaptação da música "Going Underground" dos The Jam, e mudaram o nome da música para "London Underground". Eles cantaram sobre todas as coisas más do Metropolitano de Londres ("Bad things underground").
O mapa do Metropolitano de Londres serve actualmente como conceito para jogos, e é o conceito do jogo Mornington Crescent.
O sistema de metropolitano londrino, ao longo da história, viu serem criadas à sua volta, várias histórias de fantasmas, entre outras. Estações abandonadas, assim como linhas, costumam ser referidas como assombras. Várias histórias de mortes no sistema, também existem, e supostamente serão as almas dessas mesmas pessoas, que assombram a rede.